# Clasificación por edades (televisión)
En la televisión, la clasificación de edades es un sistema de calificación en los medios para distinguir el contenido en los programas de televisión. Los sistemas que evalúan el contenido e informan sobre la idoneidad de los programas de televisión para niños, adolescentes o adultos. Muchos países tienen su propio sistema de clasificación de la televisión y los procesos de clasificación de los países varían según las prioridades locales. Los programas son clasificados por la organización que evalúa el sistema, la radiodifusión o los productores de contenido.
Por lo general, se establece una clasificación para cada episodio individual de una serie. La clasificación puede cambiar por episodio, cadena, repetición y país. Por ello, las clasificaciones de los programas no suelen tener sentido a menos que se mencione cuándo y dónde se utiliza la clasificación. Cada país usa también un horario que va junto al sistema de calificación. No obstante ha sido controvertida en algunos países especialmente en su horario.

## Sistemas de clasificación mundial de Televisión
- Blanco  – Sin restricciones: Adecuado para todas las edades.

- Amarillo  – Advertencia: Se recomienda orientación parental para un público más joven.
- Violeta  – Fuerte Advertencia: No se recomienda para un público más joven pero no esta restringido.
- Rojo  – Restrictivo: Se requiere acompañamiento parental para un público más joven.
- Negro  – Prohibitivo: Exclusivo para un público específico / Prohibido.

| País                | Clasificación por edades   | Clasificación por edades   | Clasificación por edades   | Clasificación por edades   | Clasificación por edades   | Clasificación por edades   | Clasificación por edades   | Clasificación por edades   | Clasificación por edades   | Clasificación por edades   | Clasificación por edades   | Clasificación por edades              | Clasificación por edades              | Clasificación por edades              | Clasificación por edades              | Clasificación por edades            | Clasificación por edades            | Clasificación por edades | Clasificación por edades | Clasificación por edades | Clasificación por edades | Otro   | Restricciones de tiempo (watershed) |
| País                | 0/1                        | 2                          | 3                          | 4                          | 5                          | 6                          | 7                          | 8                          | 9                          | 10                         | 11                         | 12                                    | 13                                    | 14                                    | 15                                    | 16                                  | 17                                  | 18                       | 19                       | 20                       | 21                       | Otro   | Restricciones de tiempo (watershed) |
| ------------------- | -------------------------- | -------------------------- | -------------------------- | -------------------------- | -------------------------- | -------------------------- | -------------------------- | -------------------------- | -------------------------- | -------------------------- | -------------------------- | ------------------------------------- | ------------------------------------- | ------------------------------------- | ------------------------------------- | ----------------------------------- | ----------------------------------- | ------------------------ | ------------------------ | ------------------------ | ------------------------ | ------ | --- |
| Argentina           | ATP                        | ATP                        | ATP                        | ATP                        | ATP                        | ATP                        | +7                         | +7                         | +7                         | +7                         | +7                         | +7                                    | +13                                   | +13                                   | +13                                   | +16                                 | +16                                 | +18                      | +18                      | +18                      | +18                      |        | |
| Australia           | G                          | G                          | G                          | G                          | G                          | G                          | G                          | G                          | G                          | G                          | G                          | G                                     | G                                     | G                                     | M                                     | M                                   | M                                   | R 18+                    | R 18+                    | R 18+                    | R 18+                    | E      | M: Puede emitirse únicamente de 12:00 p. m. a 3:00 p. m. y de 7:30 p. m. a 5:00 a. m. MA 15+: Puede emitirse solo de 20:30 a 05:00 horas. |
| Australia           | PG                         | PG                         | PG                         | PG                         | PG                         | PG                         | PG                         | PG                         | PG                         | PG                         | PG                         | PG                                    | PG                                    | PG                                    | MA 15+                                | MA 15+                              | MA 15+                              | X 18+                    | X 18+                    | X 18+                    | X 18+                    | E      | M: Puede emitirse únicamente de 12:00 p. m. a 3:00 p. m. y de 7:30 p. m. a 5:00 a. m. MA 15+: Puede emitirse solo de 20:30 a 05:00 horas. |
| Australia           | P                          | P                          | P                          | P                          | C                          | C                          | C                          | C                          | C                          | C                          | C                          | C                                     | C                                     | N/A                                   | N/A                                   | N/A                                 | N/A                                 | N/A                      | N/A                      | N/A                      | N/A                      | E      | M: Puede emitirse únicamente de 12:00 p. m. a 3:00 p. m. y de 7:30 p. m. a 5:00 a. m. MA 15+: Puede emitirse solo de 20:30 a 05:00 horas. |
| Brasil              | (A)L                       | (A)L                       | (A)L                       | (A)L                       | (A)L                       | (A)L                       | (A)L                       | (A)L                       | (A)L                       | (A)10                      | (A)10                      | (A)12                                 | (A)12                                 | (A)14                                 | (A)14                                 | (A)16                               | (A)16                               | (A)18                    | (A)18                    | (A)18                    | (A)18                    | N/A    | 12: No se puede emitir antes de las 8:00 p.m. 14: No se puede emitir antes de las 9:00 p.m. 16: CNo se puede emitir antes de las 10:00 p.m. 18: No se puede emitir antes de las 11:00 p.m. |
| Chile               | F                          | F                          | F                          | F                          | F                          | F                          | F                          | F                          | F                          | F                          | F                          | R                                     | R                                     | R                                     | R                                     | R                                   | R                                   | A                        | A                        | A                        | A                        | N/A    | A: Sólo se permite entre las 21:00 y 6:00 |
| Chile               | I                          | I                          | I                          | I                          | I                          | I                          | I7                         | I7                         | I7                         | I7                         | I7                         | I12                                   | I12                                   | I12                                   | I12                                   | I12                                 | I12                                 | A                        | A                        | A                        | A                        | N/A    | A: Sólo se permite entre las 21:00 y 6:00 |
| Canadá (Ingles)     | G                          | G                          | G                          | G                          | G                          | G                          | G                          | PG                         | PG                         | PG                         | PG                         | PG                                    | PG                                    | 14+                                   | 14+                                   | 14+                                 | 14+                                 | 18+                      | 18+                      | 18+                      | 18+                      | E      | 14+: Puede emitirse solo de 18:00 a 6:00 horas 18+: Puede emitirse solo de 21:00 a 05:30 horas ('Las clasificaciones "16+" y "18+" en Quebec siguen protocolos similares) |
| Canadá (Ingles)     | C                          | C                          | C                          | C                          | C                          | C                          | C                          | C8                         | C8                         | C8                         | C8                         | C8                                    | C8                                    | 14+                                   | 14+                                   | 14+                                 | 14+                                 | 18+                      | 18+                      | 18+                      | 18+                      | E      | 14+: Puede emitirse solo de 18:00 a 6:00 horas 18+: Puede emitirse solo de 21:00 a 05:30 horas ('Las clasificaciones "16+" y "18+" en Quebec siguen protocolos similares) |
| Quebec (Frances)    | G                          | G                          | G                          | G                          | G                          | G                          | G                          | 8+                         | 8+                         | 8+                         | 8+                         | 8+                                    | 13+                                   | 13+                                   | 13+                                   | 16+                                 | 16+                                 | 18+                      | 18+                      | 18+                      | 18+                      | E      | 14+: Puede emitirse solo de 18:00 a 6:00 horas 18+: Puede emitirse solo de 21:00 a 05:30 horas ('Las clasificaciones "16+" y "18+" en Quebec siguen protocolos similares) |
| Colombia            | Infantil                   | Infantil                   | Infantil                   | Infantil                   | Infantil                   | Infantil                   | Infantil                   | Infantil                   | Infantil                   | Infantil                   | Infantil                   | Adolescentes                          | Adolescentes                          | Adolescentes                          | Adolescentes                          | Adolescentes                        | Adolescentes                        | Adultos                  | Adultos                  | Adultos                  | Adultos                  | N/A    | Adultos: Se podrá emitir solo de 9:00 p.m. a 5:00 a.m. |
| Colombia            | Familia                    |                            |                            |                            |                            |                            |                            |                            |                            |                            |                            |                                       |                                       |                                       |                                       |                                     |                                     | Adultos                  | Adultos                  | Adultos                  | Adultos                  | N/A    | Adultos: Se podrá emitir solo de 9:00 p.m. a 5:00 a.m. |
| Croacia             | Sin clasificacion          | Sin clasificacion          | Sin clasificacion          | Sin clasificacion          | Sin clasificacion          | Sin clasificacion          | Sin clasificacion          | Sin clasificacion          | Sin clasificacion          | Sin clasificacion          | Sin clasificacion          | 12                                    | 12                                    | 12                                    | 15                                    | 15                                  | 15                                  | 18                       | 18                       | 18                       | 18                       | N/A    | 15, 18: Puede emitirse solo de 20:00 a 6:00 horas. |
| País                | 0/1                        | 2                          | 3                          | 4                          | 5                          | 6                          | 7                          | 8                          | 9                          | 10                         | 11                         | 12                                    | 13                                    | 14                                    | 15                                    | 16                                  | 17                                  | 18                       | 19                       | 20                       | 21                       | Otro   | Restricciones de tiempo (watershed) |
| Dinamarca           | A                          | A                          | A                          | A                          | A                          | A                          | 7                          | 7                          | 7                          | 7                          | 11                         | 11                                    | 11                                    | 11                                    | 15                                    | 15                                  | 15                                  | 15                       | 15                       | 15                       | 15                       | N/A    | N/A |
| Ecuador             | A                          | A                          | A                          | A                          | A                          | A                          | A                          | A                          | A                          | A                          | A                          | B                                     | B                                     | B                                     | B                                     | B                                   | B                                   | C                        | C                        | C                        | C                        | N/A    | C: Puede transmitirse solo de 10:00 p. m. a 6:00 a. m. |
| Finlandia           | S/T                        | S/T                        | S/T                        | S/T                        | S/T                        | S/T                        | 7                          | 7                          | 7                          | 7                          | 7                          | 12                                    | 12                                    | 12                                    | 12                                    | 16                                  | 16                                  | 18                       | 18                       | 18                       | 18                       | N/A    | 16: No se puede transmitir antes de las 9:00 p. m. 18: No se puede transmitir antes de las 11:00 p. m. |
| Francia             | Sin clasificacion          | Sin clasificacion          | Sin clasificacion          | Sin clasificacion          | Sin clasificacion          | Sin clasificacion          | Sin clasificacion          | Sin clasificacion          | Sin clasificacion          | –10                        | –10                        | –12                                   | –12                                   | –12                                   | –12                                   | –16                                 | –16                                 | –18                      | –18                      | –18                      | –18                      | N/A    | –10: No se puede emitir en bloques de televisión para niños –12: Puede emitirse solo de 10:00 p. m. a 5:00 a. m. –16: Puede emitirse solo de 10:30 p. m. a 5:00 a. m. –18: Puede emitirse solo de medianoche a 5:00 a. m.                                                                                       |
| Alemania            | Unrated                    | Unrated                    | Unrated                    | Unrated                    | Unrated                    | Unrated                    | Unrated                    | Unrated                    | Unrated                    | Unrated                    | Unrated                    | Unrated                               | Unrated                               | Unrated                               | Unrated                               | 16                                  | 16                                  | 18                       | 18                       | 18                       | 18                       | N/A    | Transmisión general: 16: Puede transmitirse solo de 10:00 p. m. a 6:00 a. m. 18: Puede transmitirse solo de 11:00 p. m. a 6:00 a. m. |
| Alemania            | 0                          | 0                          | 0                          | 0                          | 0                          | 6                          | 6                          | 6                          | 6                          | 6                          | 6                          | 12                                    | 12                                    | 12                                    | 12                                    | 16                                  | 16                                  | 18                       | 18                       | 18                       | 18                       | X      | Pago por evento (clasificación FSF) 0 / 6 / 12: Puede emitirse en cualquier momento 12: Puede emitirse solo de 8:00 p. m. a 6:00 a. m. 16: Puede emitirse solo de 10:00 p. m. a 6:00 a. m. 18: Puede emitirse solo de 11:00 p. m. a 6:00 a. m.                                                                  |
| Ghana               | U                          | U                          | U                          | U                          | U                          | U                          | U                          | U                          | U                          | U                          | U                          | 12+                                   | 12+                                   | 12+                                   | 15+                                   | 15+                                 | 15+                                 | 18+                      | 18+                      | 18+                      | 18+                      | NS     | N/A |
| Ghana               | PG                         |                            |                            |                            |                            |                            |                            |                            |                            |                            |                            | 12+                                   | 12+                                   | 12+                                   | 15+                                   | 15+                                 | 15+                                 | 18+                      | 18+                      | 18+                      | 18+                      | NS     | N/A |
| Grecia              | K                          | K                          | K                          | K                          | K                          | K                          | K                          | 8                          | 8                          | 8                          | 8                          | 12                                    | 12                                    | 12                                    | 12                                    | 16                                  | 16                                  | 18                       | 18                       | 18                       | 18                       | N/A    | 8: Puede emitirse solo 30 minutos antes y después de la zona para niños. 12: Puede emitirse solo de 9:30 p. m. (días laborables)/10:00 p. m. (fines de semana y vacaciones escolares) a 6:00 a. m. 16: Puede emitirse solo de 11:00 p. m. a 6:00 a. m. 18: Puede emitirse solo de 1:00 a. m. a 6:00 a. m.       |
| Hong Kong           | Sin clasificacion          | Sin clasificacion          | Sin clasificacion          | Sin clasificacion          | Sin clasificacion          | Sin clasificacion          | Sin clasificacion          | Sin clasificacion          | Sin clasificacion          | Sin clasificacion          | Sin clasificacion          | Sin clasificacion                     | Sin clasificacion                     | Sin clasificacion                     | Sin clasificacion                     | Sin clasificacion                   | Sin clasificacion                   | M                        | M                        | M                        | M                        | N/A    | PG: No se puede transmitir de 4:00 p. m. a 8:30 p. m. todos los días. M: Puede transmitirse solo de 11:00 p. m. a 6:00 a. m. |
| Hong Kong           | PG                         |                            |                            |                            |                            |                            |                            |                            |                            |                            |                            |                                       |                                       |                                       |                                       |                                     |                                     | M                        | M                        | M                        | M                        | N/A    | PG: No se puede transmitir de 4:00 p. m. a 8:30 p. m. todos los días. M: Puede transmitirse solo de 11:00 p. m. a 6:00 a. m. |
| Indonesia           | N/A                        | SU                         | SU                         | SU                         | SU                         | SU                         | A–BO                       | A–BO                       | A–BO                       | A–BO                       | A–BO                       | A–BO                                  | R–BO                                  | R–BO                                  | R–BO                                  | R–BO                                | R–BO                                | D                        | D                        | D                        | D                        | N/A    | D: Puede transmitirse solo de 10:00 p. m. a 3:00 a. m. |
| Indonesia           | N/A                        | P–BO                       |                            |                            |                            |                            | A–BO                       | A–BO                       | A–BO                       | A–BO                       | A–BO                       | A–BO                                  | R–BO                                  | R–BO                                  | R–BO                                  | R–BO                                | R–BO                                | D                        | D                        | D                        | D                        | N/A    | D: Puede transmitirse solo de 10:00 p. m. a 3:00 a. m. |
| Indonesia           | N/A                        | P                          | P                          | P                          | P                          | P                          | A                          | A                          | A                          | A                          | A                          | A                                     | R                                     | R                                     | R                                     | R                                   | R                                   | D                        | D                        | D                        | D                        | N/A    | D: Puede transmitirse solo de 10:00 p. m. a 3:00 a. m. |
| País                | 0/1                        | 2                          | 3                          | 4                          | 5                          | 6                          | 7                          | 8                          | 9                          | 10                         | 11                         | 12                                    | 13                                    | 14                                    | 15                                    | 16                                  | 17                                  | 18                       | 19                       | 20                       | 21                       | Otro   | Restricciones de tiempo (watershed) |
| México              | A                          | A                          | A                          | A                          | A                          | A                          | A                          | A                          | A                          | A                          | A                          | B                                     | B                                     | B                                     | B-15                                  | B-15                                | B-15                                | C                        | C                        | C                        | C                        | N/A    | B: Puede emitirse solo de 16:00 a 5:59 a. m. B-15: Puede emitirse solo de 19:00 a 5:59 a. m. C: Puede emitirse solo de 21:00 a 5:59 a. m. D: Puede emitirse solo de medianoche a 5:00 a. m. |
| México              | AA                         | AA                         | AA                         | AA                         | AA                         | AA                         | AA                         | AA                         | AA                         | AA                         | AA                         | B                                     | B                                     | B                                     | B-15                                  | B-15                                | B-15                                | D                        | D                        | D                        | D                        | N/A    | B: Puede emitirse solo de 16:00 a 5:59 a. m. B-15: Puede emitirse solo de 19:00 a 5:59 a. m. C: Puede emitirse solo de 21:00 a 5:59 a. m. D: Puede emitirse solo de medianoche a 5:00 a. m. |
| Marruecos           | Todas las audiencias       | Todas las audiencias       | Todas las audiencias       | Todas las audiencias       | Todas las audiencias       | Todas las audiencias       | Todas las audiencias       | Todas las audiencias       | Todas las audiencias       | –10                        | –10                        | –12                                   | –12                                   | –12                                   | –12                                   | –16                                 | –16                                 | –16                      | –16                      | –16                      | –16                      | N/A    | –10, −12: No se puede transmitir entre las 12:00 p. m. y las 7:00 p. m. (se puede transmitir entre las 2:00 p. m. y las 5:00 p. m.) de lunes a viernes; no se puede transmitir entre las 2:00 p. m. y las 12:00 a. m. los fines de semana y festivos. –16: Puede transmitirse solo de 10:30 p. m. a 12:00 a. m. |
| Países bajos        | AL                         | AL                         | AL                         | AL                         | AL                         | 6                          | 6                          | 6                          | 9                          | 9                          | 9                          | 12                                    | 12                                    | 14                                    | 14                                    | 16                                  | 16                                  | 18                       | 18                       | 18                       | 18                       | N/A    | 14/12/16: Puede emitirse solo de 20:00 a 6:00 h. 18: Puede emitirse solo de medianoche a 6:00 h. |
| Nueva Zealanda      | G                          | G                          | G                          | G                          | G                          | G                          | G                          | G                          | G                          | G                          | G                          | G                                     | G                                     | G                                     | G                                     | M                                   | M                                   | 18                       | 18                       | 18                       | 18                       | N/A    | 18: Puede transmitirse solo de 9:00 a. m. a 3:00 p. m. y de 8:00 p. m. a 6:00 a. m. |
| Nueva Zealanda      | PG                         | PG                         | PG                         | PG                         | PG                         | PG                         | PG                         | PG                         | PG                         | PG                         | PG                         | PG                                    | PG                                    | PG                                    | PG                                    | 16                                  | 16                                  | 18                       | 18                       | 18                       | 18                       | N/A    | 18: Puede transmitirse solo de 9:00 a. m. a 3:00 p. m. y de 8:00 p. m. a 6:00 a. m. |
| Macedonia del Norte | [Círculo verde]            | [Círculo verde]            | [Círculo verde]            | [Círculo verde]            | [Círculo verde]            | [Círculo verde]            | [Círculo verde]            | [Círculo amarillo]         | [Círculo amarillo]         | [Círculo amarillo]         | [Círculo amarillo]         | [Cuadrado blanco sobre fondo naranja] | [Cuadrado blanco sobre fondo naranja] | [Cuadrado blanco sobre fondo naranja] | [Cuadrado blanco sobre fondo naranja] | [Triángulo blanco sobre fondo azul] | [Triángulo blanco sobre fondo azul] | X18+                     | X18+                     | X18+                     | X18+                     | N/A    | 12+: Solo en mayo de 8:00 p. m. a 5:00 a. m. 16+: Solo en mayo de 10:00 p. m. a 5:00 a. m. X18+: Solo en mayo de 00:00 a. m. a 5:00 a. m. |
| Noruega             | A                          | A                          | A                          | A                          | A                          | 6                          | 6                          | 6                          | 9                          | 9                          | 9                          | 12                                    | 12                                    | 12                                    | 15                                    | 15                                  | 15                                  | 18                       | 18                       | 18                       | 18                       | N/A    | 12: Puede emitirse solo de 19:00 a 05:30 h. 15, 18: Puede emitirse solo de 21:00 a 05:30 h. |
| Perú                | APT                        | APT                        | APT                        | APT                        | APT                        | APT                        | APT                        | APT                        | APT                        | APT                        | APT                        | APT                                   | APT                                   | 14                                    | 14                                    | 14                                  | 14                                  | 18                       | 18                       | 18                       | 18                       | N/A    | 18: Puede emitirse solo de 23:00 a 06:00 horas. |
| Filipinas           | G                          | G                          | G                          | G                          | G                          | G                          | G                          | G                          | G                          | G                          | G                          | G                                     | SPG                                   | SPG                                   | SPG                                   | SPG                                 | SPG                                 | SPG                      | SPG                      | SPG                      | SPG                      | N/A    | N/A |
| Filipinas           | PG                         |                            |                            |                            |                            |                            |                            |                            |                            |                            |                            |                                       | SPG                                   | SPG                                   | SPG                                   | SPG                                 | SPG                                 | SPG                      | SPG                      | SPG                      | SPG                      | N/A    | N/A |
| Polonia             | BOW                        | BOW                        | BOW                        | BOW                        | BOW                        | BOW                        | 7                          | 7                          | 7                          | 7                          | 7                          | 12                                    | 12                                    | 12                                    | 12                                    | 16                                  | 16                                  | [Símbolo de llave]       | [Símbolo de llave]       | [Símbolo de llave]       | [Símbolo de llave]       | N/A    | 16: Puede emitirse solo de 8:00 p. m. a 6:00 a. m. 18: Puede emitirse solo de 11:00 p. m. a 6:00 a. m. |
| Portugal            | T                          | T                          | T                          | T                          | T                          | T                          | T                          | T                          | T                          | 10AP                       | 10AP                       | 12AP                                  | 12AP                                  | 12AP                                  | 12AP                                  | 16                                  | 16                                  | 16                       | 16                       | 16                       | 16                       | N/A    | 16: Se emitirá solo de mayo de 22:30 a 6:00 horas. |
| Romania             | Sin clasificacion          | Sin clasificacion          | Sin clasificacion          | Sin clasificacion          | Sin clasificacion          | Sin clasificacion          | Sin clasificacion          | Sin clasificacion          | Sin clasificacion          | Sin clasificacion          | Sin clasificacion          | 12                                    | 12                                    | 12                                    | 15                                    | 15                                  | 15                                  | 18                       | 18                       | 18                       | 18                       | N/A    | 12: Puede emitirse solo después de las 8:00 p. m. 15: Puede emitirse solo de 10:00 p. m. a 6:00 a. m. 18: Puede emitirse solo antes de las 6:00 a. m. |
| Romania             | AP                         |                            |                            |                            |                            |                            |                            |                            |                            |                            |                            | 12                                    | 12                                    | 12                                    | 15                                    | 15                                  | 15                                  | 18                       | 18                       | 18                       | 18                       | N/A    | 12: Puede emitirse solo después de las 8:00 p. m. 15: Puede emitirse solo de 10:00 p. m. a 6:00 a. m. 18: Puede emitirse solo antes de las 6:00 a. m. |
| Rusia               | 0+                         | 0+                         | 0+                         | 0+                         | 0+                         | 6+                         | 6+                         | 6+                         | 6+                         | 6+                         | 6+                         | 12+                                   | 12+                                   | 12+                                   | 12+                                   | 16+                                 | 16+                                 | 18+                      | 18+                      | 18+                      | 18+                      | N/A    | 18+: Se emitirá solo de 11:00 p. m. a 4:00 a. m. |
| Country             | 0/1                        | 2                          | 3                          | 4                          | 5                          | 6                          | 7                          | 8                          | 9                          | 10                         | 11                         | 12                                    | 13                                    | 14                                    | 15                                    | 16                                  | 17                                  | 18                       | 19                       | 20                       | 21                       | Otro   | Restricciones de tiempo (watershed) |
| Singapure           | G                          | G                          | G                          | G                          | G                          | G                          | G                          | G                          | G                          | G                          | G                          | G                                     | PG13                                  | PG13                                  | PG13                                  | NC16                                | NC16                                | M18                      | M18                      | M18                      | R21                      | N/A    | PG13: Puede emitirse solo de 10:00 p. m. a 6:00 a. m. M18: Puede emitirse solo de 10:00 p. m. a 6:00 a. m. |
| Singapure           | PG                         |                            |                            |                            |                            |                            |                            |                            |                            |                            |                            |                                       | PG13                                  | PG13                                  | PG13                                  | NC16                                | NC16                                | M18                      | M18                      | M18                      | R21                      | N/A    | PG13: Puede emitirse solo de 10:00 p. m. a 6:00 a. m. M18: Puede emitirse solo de 10:00 p. m. a 6:00 a. m. |
| Eslovaquia          | [cabeza de oso de peluche] | [cabeza de oso de peluche] | [cabeza de oso de peluche] | [cabeza de oso de peluche] | [cabeza de oso de peluche] | [cabeza de oso de peluche] | [cabeza de oso de peluche] | [cabeza de oso de peluche] | [cabeza de oso de peluche] | [cabeza de oso de peluche] | [cabeza de oso de peluche] | 12                                    | 12                                    | 12                                    | 15                                    | 15                                  | 15                                  | 18                       | 18                       | 18                       | 18                       | N/A    | 15: Puede emitirse solo de 8:00 p. m. a 6:00 a. m. 18: Puede emitirse solo de 10:00 p. m. a 6:00 a. m. |
| Eslovaquia          | U                          | U                          | U                          | U                          | U                          | U                          | 7                          | 7                          | 7                          | 7                          | 7                          | 12                                    | 12                                    | 12                                    | 15                                    | 15                                  | 15                                  | 18                       | 18                       | 18                       | 18                       | N/A    | 15: Puede emitirse solo de 8:00 p. m. a 6:00 a. m. 18: Puede emitirse solo de 10:00 p. m. a 6:00 a. m. |
| Eslovenia           | VS                         | VS                         | VS                         | VS                         | VS                         | VS                         | VS                         | VS                         | VS                         | VS                         | VS                         | 12                                    | 12                                    | 12                                    | 15                                    | 15                                  | 15                                  | 18                       | 18                       | 18                       | 18                       | N/A    | 12: Puede emitirse solo de 8:00 p. m. a 5:00 a. m. 15: Puede emitirse solo de 10:00 p. m. a 5:00 a. m. 18: Puede emitirse solo de 12:00 a. m. a 5:00 a. m. 18+ y 18++: No permitido en canales de señal abierta                                                                                                 |
| Eslovenia           | VS                         | VS                         | VS                         | VS                         | VS                         | VS                         | VS                         | VS                         | VS                         | VS                         | VS                         | 12                                    | 12                                    | 12                                    | 15                                    | 15                                  | 15                                  | 18+                      |                          |                          |                          | N/A    | 12: Puede emitirse solo de 8:00 p. m. a 5:00 a. m. 15: Puede emitirse solo de 10:00 p. m. a 5:00 a. m. 18: Puede emitirse solo de 12:00 a. m. a 5:00 a. m. 18+ y 18++: No permitido en canales de señal abierta                                                                                                 |
| Eslovenia           | VS                         | VS                         | VS                         | VS                         | VS                         | VS                         | VS                         | VS                         | VS                         | VS                         | VS                         | 12                                    | 12                                    | 12                                    | 15                                    | 15                                  | 15                                  | 18++                     |                          |                          |                          | N/A    | 12: Puede emitirse solo de 8:00 p. m. a 5:00 a. m. 15: Puede emitirse solo de 10:00 p. m. a 5:00 a. m. 18: Puede emitirse solo de 12:00 a. m. a 5:00 a. m. 18+ y 18++: No permitido en canales de señal abierta                                                                                                 |
| Corea del sur       | ALL                        | ALL                        | ALL                        | ALL                        | ALL                        | ALL                        | 7                          | 7                          | 7                          | 7                          | 7                          | 12                                    | 12                                    | 12                                    | 15                                    | 15                                  | 15                                  | 15                       | 19                       | 19                       | 19                       | Exento | 19: Puede transmitirse solo de 10:00 p. m. a 7:00 a. m.; también puede transmitirse de 9:00 a. m. a 1:00 p. m. de lunes a viernes. |
| Thailand            | General                    | General                    | General                    | General                    | General                    | General                    | General                    | General                    | General                    | General                    | General                    | General                               | PG 13                                 | PG 13                                 | PG 13                                 | PG 13                               | PG 13                               | PG 18                    | PG 18                    | Adultos                  | Adultos                  | N/A    | PG 13:Puede emitirse solo de 8:30 p. m. a 5:00 a. m. (solo TV digital).Puede emitirse solo de 11:30 a. m. a 5:00 a. m. (solo TV analógica). PG 18:Puede emitirse solo de 10:00 p. m. a 5:00 a. m. Adultos:Puede emitirse solo de medianoche a 5:00 a. m.                                                        |
| Thailand            | Preschool                  | Preschool                  | Preschool                  | Preschool                  | Preschool                  | Niños'                     | Niños'                     | Niños'                     | Niños'                     | Niños'                     | Niños'                     | Niños'                                | PG 13                                 | PG 13                                 | PG 13                                 | PG 13                               | PG 13                               | PG 18                    | PG 18                    | Adultos                  | Adultos                  | N/A    | PG 13:Puede emitirse solo de 8:30 p. m. a 5:00 a. m. (solo TV digital).Puede emitirse solo de 11:30 a. m. a 5:00 a. m. (solo TV analógica). PG 18:Puede emitirse solo de 10:00 p. m. a 5:00 a. m. Adultos:Puede emitirse solo de medianoche a 5:00 a. m.                                                        |
| Turquia             | General                    | General                    | General                    | General                    | General                    | General                    | 7+                         | 7+                         | 7+                         | 7+                         | 7+                         | 7+                                    | 13+                                   | 13+                                   | 13+                                   | 13+                                 | 13+                                 | 18+                      | 18+                      | 18+                      | 18+                      | Exento | 13+: Puede transmitirse solo de 9:30 p. m. a 5:00 a. m. 18+: Puede transmitirse solo de medianoche a 5:00 a. m. |
| United States       | TV-G (E/I)                 | TV-G (E/I)                 | TV-G (E/I)                 | TV-G (E/I)                 | TV-G (E/I)                 | TV-G (E/I)                 | TV-G (E/I)                 | TV-G (E/I)                 | TV-G (E/I)                 | TV-G (E/I)                 | TV-G (E/I)                 | TV-G (E/I)                            | TV-G (E/I)                            | TV-14                                 | TV-14                                 | TV-14                               | TV-MA                               | TV-MA                    | TV-MA                    | TV-MA                    | TV-MA                    | N/A    | E/I: Debe emitirse entre las 6:00 a. m. y las 10:00 p. m. para contar para los requisitos legales de la programación E/I. |
| United States       | TV-PG                      |                            |                            |                            |                            |                            |                            |                            |                            |                            |                            |                                       |                                       | TV-14                                 | TV-14                                 | TV-14                               | TV-MA                               | TV-MA                    | TV-MA                    | TV-MA                    | TV-MA                    | N/A    | E/I: Debe emitirse entre las 6:00 a. m. y las 10:00 p. m. para contar para los requisitos legales de la programación E/I. |
| United States       | TV-Y (E/I)                 | TV-Y (E/I)                 | TV-Y (E/I)                 | TV-Y (E/I)                 | TV-Y (E/I)                 | TV-Y (E/I)                 | TV-Y7(-FV)(E/I)            | TV-Y7(-FV)(E/I)            | TV-Y7(-FV)(E/I)            | TV-Y7(-FV)(E/I)            | TV-Y7(-FV)(E/I)            | TV-Y7(-FV)(E/I)                       | TV-Y7(-FV)(E/I)                       | TV-14                                 | TV-14                                 | TV-14                               | TV-MA                               | TV-MA                    | TV-MA                    | TV-MA                    | TV-MA                    | N/A    | E/I: Debe emitirse entre las 6:00 a. m. y las 10:00 p. m. para contar para los requisitos legales de la programación E/I. |
| Venezuela           | Todo usuario               | Todo usuario               | Todo usuario               | Todo usuario               | Todo usuario               | Todo usuario               | Todo usuario               | Todo usuario               | Todo usuario               | Todo usuario               | Todo usuario               | Todo usuario                          | Todo usuario                          | Todo usuario                          | Todo usuario                          | Todo usuario                        | Todo usuario                        | Adulto                   | Adulto                   | Adulto                   | Adulto                   | N/A    | Supervisado: Puede transmitirse solo de 7:00 p. m. a 7:00 a. m. Adulto: Puede transmitirse solo de 11:00 p. m. a 5:00 a. m. |
| Venezuela           | Supervisado                |                            |                            |                            |                            |                            |                            |                            |                            |                            |                            |                                       |                                       |                                       |                                       |                                     |                                     | Adulto                   | Adulto                   | Adulto                   | Adulto                   | N/A    | Supervisado: Puede transmitirse solo de 7:00 p. m. a 7:00 a. m. Adulto: Puede transmitirse solo de 11:00 p. m. a 5:00 a. m. |
| Vietnam             | P                          | P                          | P                          | P                          | P                          | P                          | P                          | P                          | P                          | P                          | P                          | P                                     | T13                                   | T13                                   | T13                                   | T16                                 | T16                                 | T18                      | T18                      | T18                      | T18                      | C      | N/A |
| Vietnam             | P                          | P                          | P                          | P                          | P                          | P                          | P                          | P                          | P                          | P                          | P                          | P                                     | K                                     |                                       |                                       | T16                                 | T16                                 | T18                      | T18                      | T18                      | T18                      | C      | N/A |
| País                | 0/1                        | 2                          | 3                          | 4                          | 5                          | 6                          | 7                          | 8                          | 9                          | 10                         | 11                         | 12                                    | 13                                    | 14                                    | 15                                    | 16                                  | 17                                  | 18                       | 19                       | 20                       | 21                       | Otro   | Restricciones de tiempo |

## Clasificaciones de los contenidos de televisión por país

### Argentina
En Argentina, el sistema de clasificación de contenidos es idéntico al utilizado por el Instituto Nacional de Cine y Artes Audiovisuales.
- Apto para todo público (ATP) - Los programas pueden contener violencia leve, lenguaje y situaciones maduras;
- Apto para mayores de 7 años (SAM 7/+7) (Inglés: apto para mayores de 7 años) - los programas pueden contener lenguaje leve a moderado y violencia de fantasía. En otras cadenas como Netflix, Disney+ y HBO Max han implementado la clasificación +7; y +10 (en caso de supervisión parental)
- Apto para mayores de 13 años (SAM 13/+13) (Inglés: apto para mayores de 13 años) - los programas pueden contener lenguaje leve a moderado y violencia y referencias sexuales leves;
- Apto para mayores de 16 años (SAM 16/+16) (Inglés: apto para mayores de 16 años) - los programas pueden contener violencia más intensa y lenguaje grosero, desnudez parcial y referencias sexuales moderadas;
- Apto para mayores de 18 años (SAM 18/+18) (Inglés: apto para mayores de 18 años) - los programas contienen violencia gráfica, lenguaje grosero y referencias sexuales fuertes.

A partir de septiembre de 2010, tras la aprobación de la Ley de Medios Audiovisuales, es obligatorio que las emisoras muestren la placa "Comienza el horario apto para todo público y Finaliza el horario apto para todo público" a las 6:00 a. m. o 7:00 a. m. y 9:00/10:00 p.m. o 10:30 p.m. respectivamente. Además, la placa "Atención: Contenidos sensibles no apto para niños, niñas y adolescentes" se muestra antes de los noticieros, debido a una ley aprobada en 2015.

### Armenia
En junio de 2006 se introdujo un sistema de clasificación de contenidos de televisión para Armenia (probado por primera vez en Ereván en enero de 2006):
Rango específico:
- Y - adecuado para las edades de 0 a 7 años;
- Y7 - adecuado para las edades de 7 a 16 años;
- GA - adecuado para el público en general;
- TW - adecuado para niños de 9 años en adelante;
- T - adecuado para jóvenes de 12 años en adelante;
- A - adecuado solo para adultos de 18 años en adelante.

Edad específica:
- EC - adecuado para todas las edades;
- E - adecuado para las edades de 5 años en adelante;
- E9 - adecuado para edades de 9 años en adelante;
- T - adecuado para edades de 12 años en adelante;
- M - para edades de 16 años en adelante;
- AO - adecuado a partir de los 17 años.

### Alemania
En Alemania, todas las emisoras deben mostrar un aviso legal con la frase «Die nachfolgende Sendung ist für Zuschauer unter 16/18 Jahren nicht geeignet» antes de la transmisión si el programa contiene contenido potencialmente ofensivo. Esto se traduce aproximadamente como «El siguiente programa no es apto para menores de 16/18 años». El de (FSF) revisa numerosos programas de televisión privada.
- 0 – Para todas las edades, se puede emitir en cualquier momento.
- 6 – Para mayores de 6 años, se puede emitir en cualquier momento.
- 12 – Para mayores de 12 años, se divide entre contenido que se puede emitir en cualquier momento y contenido que solo se puede emitir entre las 20:00 y las 18:00.
- 16 – Para mayores de 16 años, solo se puede emitir entre las 22:00 y las 06:00.
- 18 – Para mayores de 18 años, solo se puede emitir entre las 23:00 y las 06:00.
- X – No se puede emitir.

### Australia
Las redes de televisión comercial de Australia deben cumplir el Código de Práctica de Televisión Comercial Australiana (Australian Commercial Television Code of Practice), que está regido por la Autoridad Australiana de Medios de Comunicación (Communications and Media Authority), con Free TV Australia como mediadora entre las redes y la ACMA, así como para tramitar las quejas de los espectadores.
Las clasificaciones de cada programa transmitido por televisión son decididas por oficiales de clasificación capacitados en cada red.
Si los televidentes creen que una red ha infringido el Código de Práctica de la Televisión (se ha dado una clasificación incorrecta, por ejemplo), los televidentes pueden presentar una denuncia a Free TV Australia, que a su vez la presenta a la red. Si los televidentes no están satisfechos con el resultado, pueden remitir su queja a la ACMA para que se investigue.

#### Calificaciones específicas para niños
Las zonas horarias se rigen además por el Australian Commercial Television Code of Practice, además del Código de Práctica Comercial. Ambos son similares a las clasificaciones G y PG, respectivamente, en lo que respecta al contenido permitido, pero están dirigidos específicamente a los niños, mientras que la G especifica el contenido de la programación que es adecuado para todas las audiencias, pero que no necesariamente puede ser de interés para los niños.
| Símbolo          | Abreviatura | Nombre       | Descripción |
| ---------------- | ----------- | ------------ | --- |
| C-rated (orange) | C           | Children     | Programmes deemed to specifically meet the educational needs and interests of children of school age who are under 14 years of age. C-rated content must be broadcast between 7 a.m. and 8:30 a.m. or between 4 p.m. and 8:30 p.m on weekdays or 7 a.m. and 8:30 p.m. on weekends and school holidays. |
| P-rated (pink)   | P           | Preschoolers | Programmes deemed to specifically meet the educational needs and interests of preschool children who have not yet started school. P-rated content must be broadcast between 7 am and 4:30 pm, Monday to Friday.                                                                                        |

#### Calificaciones estándar
Las clasificaciones buscan ser equivalentes a las de la Junta Australiana de Clasificación (ACB) del mismo número. Por lo tanto, generalmente se presentan en el mismo formato y con el mismo color que nuestras contrapartes de la ACB.
Las clasificaciones pretenden ser equivalentes a las de Australian Classification Board Clasificaciones (ACB) del mismo nombre. Suelen presentarse con la misma forma y, a veces, color que sus contrapartes ACB.
| Símbolo              | Abreviatura | Nombre                                               | Descripción |
| -------------------- | ----------- | ---------------------------------------------------- | --- |
|                      | E           | Exempt                                               | Exento de clasificación: Solo ciertos tipos de material pueden estar exentos de clasificación, y no pueden contener contenido que exceda las restricciones de la clasificación PG. Esto incluye noticias y actualidad, retransmisiones deportivas, vídeos educativos y ciertos documentales. |
| G-rated (green)      | G           | General                                              | Exhibición general, apta para todas las edades, pero no necesariamente para niños; puede ser más adecuada para niños mayores o adultos. El contenido tiene un impacto MUY SUAVE. El contenido para todos los públicos puede emitirse en cualquier momento del día. |
| PG-rated (yellow)    | PG          | Parental Guidance Recommended                        | Se recomienda la supervisión parental para menores de 15 años. El contenido tiene un impacto leve; algunos elementos de estos programas pueden requerir la supervisión de los padres para niños pequeños. El contenido apto para todo público puede emitirse en cualquier momento del día. |
| M-rated (lime)       | M           | Mature                                               | Recomendado para mayores de 15 años. El contenido tiene un impacto moderado. Estos programas pueden requerir una perspectiva madura y no se consideran aptos para todos los niños. El contenido M solo se puede emitir entre las 19:30 y las 06:00 h todos los días, y adicionalmente entre las 12:00 y las 15:00 h en días lectivos. |
| MA15+-rated (red)    | MA 15+      | Mature Accompanied                                   | No apto para menores de 15 años. El contenido tiene un fuerte impacto. La programación para mayores de 15 años de Massachusetts solo puede emitirse entre las 20:30 y las 06:00 de la mañana en un día cualquiera. Es obligatorio consultar con el consumidor. |
| AV15+-rated (purple) | AV 15+      | Mature Accompanied (Adult Violence) Ya no se utiliza | No apto para menores de 15 años. Esta categoría aborda contenido o incluye representaciones que requieren una perspectiva más madura. La violencia tiene un impacto FUERTE; esta clasificación es la misma que para mayores de 15 años, excepto que "AV" significa "Violencia Adulta". El contenido AV para mayores de 15 años se emitió entre las 21:30 y las 05:00 de cualquier día. Es obligatorio consultar con el consumidor. La clasificación AV 15+ fue abolida después del 30 de noviembre de 2015. La violencia de fuerte impacto ahora se incorpora a la clasificación MA 15+. |

Solo para adultos "Pago por visión"
| Símbolo | Abreviatura | Nombre           | Descripción |
| ------- | ----------- | ---------------- | --- |
|         | R 18+       | Restricted R 18+ | No apto para menores de 18 años; se limita a los programas de pago por visión para adultos VC 196 y 197. El acceso a estos programas está bloqueado con una contraseña personal. El contenido puede incluir escenas prolongadas de violencia intensa, situaciones sexuales, lenguaje soez y consumo excesivo de drogas.                          |
|         | X 18+       | Restricted X 18+ | Contiene material de naturaleza pornográfica. Ningún menor de 18 años puede alquilar, comprar, poseer, exhibir, alquilar ni ver legalmente estos programas, ya sea en televisión, DVD o por cualquier otro medio. La exhibición o venta de estos programas a menores de 18 años constituye un delito penal con una multa máxima de 5500 dólares. |

Las clasificaciones R 18+ y X 18+ no están permitidas en la televisión abierta en Australia. Muchas películas R 18+ en DVD/Blu-ray suelen editarse en canales de televisión abierta/cable para obtener una clasificación MA 15+ o inferior. Algunas películas clasificadas R 18+ en DVD se han emitido posteriormente en la televisión australiana con una clasificación MA 15+.

##### Asesoramiento al consumidor
El asesoramiento al consumidor es obligatorio para todos los programas MA 15+ y únicos, así como para las series muy cortas clasificadas M o superior (como largometrajes, miniseries y documentales). Cuando un programa incluye consejos para el consumidor, se muestran las abreviaturas correspondientes junto con el símbolo de clasificación después de cada pausa publicitaria. En general, estas abreviaturas son las siguientes:
- A – se utiliza para programas con temas para adultos, procedimientos médicos o humor crudo.
- V – utilizado para programas que representan violencia;
- L – utilizado para programas de lenguaje vulgar;
- S – utilizado para programas que representan escenas de sexo simuladas y/o referencias;
- H – utilizado para programas que contienen temas de terror o sobrenaturales;
- D – utilizado para programas con referencias y/o consumo de drogas;
- N – utilizado para programas que contienen desnudez;

En el caso de violencia, lenguaje grosero y escenas de sexo, la intensidad o frecuencia se menciona antes de la información al consumidor. Estas incluyen: "leve", "estilizado", "algunos", "frecuente" o "fuerte". Ejemplo: "escenas de sexo fuertes".

### Bolivia
- A: Apto para todo público. Se puede transmitir en cualquier horario, especialmente en el "FAMILIAR" (de 06:00 a 18:00).[cita requerida]
- B: Apto para todo público, con vigilancia de una persona adulta. Se puede transmitir en cualquier horario, especialmente en el de "RESPONSABILIDAD COMPARTIDA" (de 18:00 a 22:00) pero no en el "FAMILIAR".[cita requerida]
- C: Apto solo para personas adultas. Se puede transmitir únicamente en el horario de "ADULTOS" (de 22:00 a 06:00).[cita requerida]

### Brasil
En Brasil se implementó un sistema de clasificación de contenidos televisivos después de una consulta en 2006. Desde entonces, los propios canales de televisión clasifican los programas, mientras que la clasificación de asesoramiento (en portugués: Classificação Indicativa) juzga el contenido para garantizar que la clasificación es apropiada para ese programa específico. En las redes de radiodifusión, en las que el sistema es obligatorio, las clasificaciones también se traducen al lenguaje de signos brasileño, y también pueden llevar descriptores de contenido. Los íconos deben ser mostrados al comienzo de cada bloque del show, y sus respectivas promocionales.
Todas las clasificaciones son de asesoramiento a diferencia de las películas. El sistema de clasificación de contenidos brasileños utiliza clasificaciones específicas por edades (con la excepción de la programación de clasificación L), y consiste en lo siguiente:
| Símbolo | Abreviación | Nombre                                  | Descripción                                                   |
| ------- | ----------- | --------------------------------------- | ------------------------------------------------------------- |
|         | (A)L        | Livre para todos os públicos            | Contenido adecuado para todas las edades.                     |
|         | (A)L        | Livre para todos os públicos            | Contenido adecuado para todas las edades.                     |
|         | (A)10       | Não recomendado para menores de 10 anos | Contenido adecuado solo para espectadores mayores de 10 años. |
|         | (A)10       | Não recomendado para menores de 10 anos | Contenido adecuado solo para espectadores mayores de 10 años. |
|         | (A)12       | Não recomendado para menores de 12 anos | Contenido adecuado solo para espectadores mayores de 12 años. |
|         | (A)12       | Não recomendado para menores de 12 anos | Contenido adecuado solo para espectadores mayores de 12 años. |
|         | (A)14       | Não recomendado para menores de 14 anos | Contenido adecuado solo para espectadores mayores de 14 años. |
|         | (A)14       | Não recomendado para menores de 14 anos | Contenido adecuado solo para espectadores mayores de 14 años. |
|         | (A)16       | Não recomendado para menores de 16 anos | Contenido adecuado solo para espectadores mayores de 16 años. |
|         | (A)16       | Não recomendado para menores de 16 anos | Contenido adecuado solo para espectadores mayores de 16 años. |
|         | (A)18       | Não recomendado para menores de 18 anos | Contenido adecuado solo para espectadores mayores de 18 años. |
|         | (A)18       | Não recomendado para menores de 18 anos | Contenido adecuado solo para espectadores mayores de 18 años. |

También existía la clasificación  Especialmente recomendado, que era usado para "programas que no tenían contenidos inadecuados, pero que se recomendaba su vista por niños menores de 9 años y adolescentes". Sin embargo, la clasificación fue abandonada en el 2007-2008 y todos los programas que iban con esta clasificación ahora tienen la clasificación Livre.

### Canadá
El Sistema de Clasificación de la Televisión Canadiense se creó a fines de 1997[cita requerida] para que los programas en inglés se utilizaran junto con el V-chip (para este momento, los televidentes canadienses estaban acostumbrados a ver las clasificaciones adjuntas a la programación estadounidense que se transmitía por cable y la recepción por aire). La esquina superior derecha de los símbolos tiene la forma de la esquina de una hoja de arce, como se utiliza en la bandera nacional. Los iconos están pensados para mostrarse una vez por hora y duran 15 segundos, aunque en el caso de los programas más largos que no comienzan en la hora, algunas emisoras muestran el rating al comienzo y en la parte superior de cada hora de reloj posterior, mientras que otras muestran el rating al comienzo y de nuevo precisamente una hora más tarde. Sin embargo, hay algunas cadenas como Global que solo muestran el rating televisivo al principio del programa. Los iconos se muestran en la esquina superior izquierda y el tamaño debe ser de un mínimo de 52 líneas de exploración de altura.
Además, en caso de que un programa tenga un contenido potencialmente inadecuado para algunos espectadores, como violencia, lenguaje grosero o desnudez, los miembros del Consejo Canadiense de Normas de Radiodifusión autorregulado (que no incluye a la CBC, aunque sigue utilizando esas advertencias) están obligados a emitir un descargo de responsabilidad al principio del programa y al final de cada pausa comercial, avisando al espectador a su discreción (esos descargo de responsabilidad solo son necesarios durante la primera hora si se emite después de las 21.00 horas). Este descargo de responsabilidad es técnicamente necesario incluso si el último corte comercial se produce inmediatamente antes de los créditos de cierre, y algunos (pero no todos) canales de hecho lo observan.
En particular, la clasificación televisiva dada puede depender del nivel de cable y satélite, o si el programa se transmite por aire. Además, las clasificaciones de televisión se consideran generalmente más restrictivas que las clasificaciones de las películas.

#### Fuera de Quebec:
El sistema de calificación canadiense es el siguiente:
- Exempt (Exento) – programación que esté exento de calificaciones (como noticias y programación deportiva) no mostrará una calificación en pantalla en absoluto.[ref 1]
- C – programación está destinada a niños menores de 8 años. No se permite ningún lenguaje ofensivo ni contenido sexual de ningún nivel. Podría contener representaciones cómicas ocasionales, poco realistas de la violencia.
- C8 – Detenida para niños de 8 años. Se permite la violencia y el horror de fantasía frecuentes/suaves. No se permite ninguna profanidad, pero ocasionalmente "socialmente ofensiva y discriminatoria" se permite el lenguaje si en el contexto de la historia. No se permite ningún contenido sexual de ningún nivel.
- G – Destinado para el público en general. Programación adecuada para toda la familia con violencia mínima e infrecuente. No se permite ninguna profanidad, pero se permite el argot ofensivo. No hay contenido sexual.
- PG – Destinado para el público en general, pero no puede ser adecuado para niños menores de 8 años. Se permite la violencia moderada y la profanidad infrecuente/suave. Puede contener breves desnudez y referencias sexuales si es importante para el contexto de la historia. Es posible que algunos contenidos no sean adecuados para niños menores de 8 años y se recomienda la supervisión parental para los niños de 8 años.
- 14+ – Programación destinado a espectadores de 14 años en adelante. Puede contener una intensa violencia y una blasfemia fuerte/frecuente. Podría contener desnudez y representaciones de la actividad sexual siempre y cuando estén dentro del contexto de una historia. Se advierte encarecidamente a los padres que ejerzan discreción al permitir la visualización por parte de los preadolescentes y los primeros años de edad sin supervisión de padres o tutores.
- 18+  – Programación destinado a espectadores de 18 años en adelante. Puede contener la violencia explícita, el lenguaje gráfico y las representaciones explícitas de la actividad sexual. La programación con esta calificación no puede aire antes de la cuenca (9:00 p.m. a 5:00 a.m.).

#### Calificaciones de Quebec
Las emisoras de habla francesa utilizan el sistema de clasificación de películas Régie du cinéma para la programación de televisión. El logotipo puede o no aparecer en la pantalla después de cada anuncio, dependiendo del canal de televisión.
- G:Général  (general) – apropiado para todas las edades y debe contener poca o ninguna violencia y poco o ningún contenido sexual.
- 8+ ans  – apropiado para los niños de 8 años y más pueden contener con poca violencia, lenguaje y pocas o ninguna situación sexual;
- 13+ ans  –  apto para niños de 13 años en adelante y puede contener con violencia moderada, lenguaje y algunas situaciones sexuales;
- 16+ ans  – rrecomendado para niños mayores de 16 años y pueden contener con violencia fuerte, lenguaje fuerte y fuerte contenido sexual;
- 18+ ans  –  ecomendado para ser visto por adultos y puede contener violencia extrema y contenido sexual gráfico. Se utiliza principalmente para más de 18 películas y pornografía.
- Una calificación E (no aparecerá ninguna calificación en pantalla) se da a la programación exenta, en las mismas clases utilizadas para la programación inglés-canadiense anterior.

### Dinamarca
Desde el 1 de septiembre de 2020, el Consejo de Medios para la Infancia y la Juventud (Medierådet for Børn og Unge) clasifica todos los programas y películas para su emisión televisiva y su lanzamiento en vídeo a la carta, utilizando el mismo sistema de clasificación que se utiliza para las películas estrenadas en salas de cine y los lanzamientos en medios domésticos. En televisión, el límite de edad debe informarse oralmente antes del inicio o la continuación del programa. La clasificación debe mostrarse claramente durante toda la emisión o al menos durante los primeros cinco minutos, y debe estar disponible en la programación. Las películas y series en servicios de VOD deben tener clasificación por edades y mencionar el contenido que justifica su clasificación. La ubicación de la clasificación depende del proveedor, siempre que sea visible para el consumidor antes de elegir una película o programa.
Este sistema de clasificación de televisión sólo se aplica a canales de televisión nacionales y servicios VOD, como DR, TV 2, TV3, Kanal 4 y Viaplay. Como tal, no se aplica a canales de televisión extranjeros ni a servicios VOD, incluidos los servicios de transmisión internacionales como Netflix, Max and Disney+.
Los requisitos se aplican a toda la programación fuera de noticias y asuntos de actualidad; música; deportes; transmisiones en vivo; programas instructivos y de ocio; programación de naturaleza política o religiosa sin fines de lucro; prefacios de programas; y programas de enseñanza e investigación.
The ratings are:
- A – Apto para público general.
- 7 – No recomendado para niños menores de 7 años.
- 11 – Para mayores de 11 años.
- 15 – Para mayores de 15 años.

### Chile
En 1993,[cita requerida] la Asociación Nacional de Televisión (ANATEL), creó este sistema como una forma de autorregulación y etiquetado de la programación televisiva, según se indica:
- F: Familiar - Espectáculos para todas las edades, independientemente de su contenido específico.
- R: Responsabilidad compartida - Niños menores de 12 años acompañados de un adulto.
- A: Adultos - Solamente para público adulto. Muestra que los programas contienen violencia explícita, lenguaje explícito y situaciones sexuales explícitas.

La emisión de programas con la clasificación "A" sólo se permite entre las 21:00 y 6:00 (ambos en hora local),Todos los canales están obligados a mostrar un aviso el momento en que la programación para adultos comience: este aviso puede aparecer como identificador institucional o, en caso de emitirse en medio de un programa, como mensaje de lower-third. La única excepción a la regla se aplica para canales de televisión paga.
En 1999[cita requerida] se agregaron tres calificaciones más:
- I: Infantil - Programas de TV para todos los niños.
- I7: Infantil (para mayores de 7 años) - Programas para mayores de 7 años o más.
- I12: Infantil (para mayores de 12 años) - Programas para mayores de 12 años o más.

Junto con las otras de 1999, se añadió la clasificación "I12" usado en programas para mayores de 12 años. Sin embargo, era esencialmente la misma que la clasificación "R" (Responsabilidad Compartida), por lo que la clasificación I12 cayó en desuso.

### Colombia
Desde 1997, las cadenas de televisión colombianas están obligadas a especificar los programas dentro de las franjas infantiles, familiares y adultas dobladas, y deben mostrar un aviso que indique a la audiencia, tanto visualmente como en la narración, la edad mínima requerida para ver el programa, si contiene contenido sexual o violento, y si es necesaria la compañía de los padres al comienzo de cada programa. Las canales también deben emitir un "mensaje institucional" diariamente a las 20:00, invitando a las personas de 12 años o menos a "no permanecer expuestos a contenidos que no tengan una naturaleza. Se debe emitir un mensaje a las 21:00 explicando a los espectadores que la franja de adultos ha comenzado. La mayoría de las canales optan por mostrar un mensaje de texto en movimiento en su lugar.
Las clasificaciones son las siguientes:
- Infantil: Programación para niños y niñas (0 a 12 años) No contiene escenas de sexo, lenguaje vulgar ni violencia.
- Familiar: Programación para todo público, no contiene escenas de sexo, lenguaje vulgar ni violencia, se recomienda el acompañamiento de adultos.
- Familiar: Programación para todo público, contiene escenas de sexo, lenguaje vulgar y de violencia, debe ser visto en compañía de adultos.
- Familiar: Programación para todo público, contiene escenas de violencia y lenguaje vulgar, no contiene escenas de sexo, debe ser visto en compañía de adultos. (noticias y programas de opinión)
- Adolescentes: Programación solo para mayores de 12 a 17 años, no contiene escenas de sexo, lenguaje vulgar ni violencia.
- Adolescentes: Programación solo para mayores de 12 a 17 años, contiene escenas de sexo, lenguaje vulgar y de violencia, debe ser visto en compañía de adultos.
- Adultos: Programación solo para mayores de 18 años y no se recomienda para menores de edad, contiene escenas de sexo, lenguaje vulgar y de violencia.

La pornografía está prohibida de ser transmitida por aire en Colombia, incluso en las franjas de adultos.

### Corea del Sur
El sistema de clasificación de la televisión de Corea del Sur ha estado en vigor desde 2000, y comenzó con solo cuatro clasificaciones que son All, 7, 13 y 19. En febrero de 2001, todos los programas, excepto los dramas nacionales (que se aplicaban desde noviembre de 2002), debían tener un sistema de clasificación. En 2007, la clasificación 13 fue cambiada a 12 y se introduce una nueva clasificación, la 15. La mayoría de los programas tienen que ser calificados, excepto la calificación "exenta" que se indica a continuación. Incluso si califica para ser exento, una emisora puede aplicar una calificación.

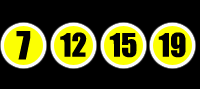
Ejemplo de los iconos de clasificación de la televisión coreana.

- All  (모든 연령 시청가, Mo-deun yeon-ryeong si-cheong-ga): Esta clasificación es para programación que es apropiada para todas las edades. Los programas de televisión con esta clasificación pueden contener algo de violencia y/o algún lenguaje suave. No se permite ningún contenido para adultos.
- 7 (7세 이상 시청가, chil-se ii-sang si-cheong-ga): Se prohíbe a los niños menores de 7 años ver este programa/película. Los niños de 7-8 años pueden ver este programa/film, pero deben estar acompañados por un adulto. Los programas de televisión con esta clasificación pueden contener violencia leve, lenguaje suave y poco romance.[25]
- 12 (12세 이상 시청가, sib-i-se i-sang si-cheong-ga): Los niños menores de 12 años tienen prohibido ver este programa/película. Los programas de televisión con esta clasificación pueden contener horror, algo de violencia de fantasía, algo de contenido sexual, poco uso de lenguaje fuerte, sangre suave, y/o temas sugerentes suaves.
- 15 (15세 이상 시청가, sib-o-se i-sang si-cheong-ga): Los niños menores de 15 años tienen prohibido ver este programa/película. Los programas de televisión con esta clasificación pueden contener el uso de alcohol, más contenido sexual, violencia leve o poco fuerte, sangre o gore importante, y/o temas sugestivos.
- 19 (19세 이상 시청가, sip-gu-se i-sang si-cheong-ga): Los niños menores de 19 años tienen prohibido ver este programa/película. La programación de 19 está prohibida durante las horas de 7:00AM a 9:00AM, y de 1:00PM a 10:00PM. (7:00 a. m. a 10:00 p. m. solo los fines de semana y días festivos) Los programas que reciben esta calificación casi seguro que tendrán temas adultos, situaciones sexuales, lenguaje fuerte y escenas perturbadoras de violencia.
- Exento (sin icono ni nombre): Esta clasificación es solo para programas de juegos basados en el conocimiento; programas de estilo de vida; programas de documentales; noticias; programas de discusión de temas actuales; programas de educación/cultura; deportes que excluyen MMA u otros deportes violentos; y otros programas que la Comisión de Estándares de Comunicaciones de Corea reconozca. No se necesitan iconos de exención de responsabilidad o de clasificación.

Los iconos de clasificación pueden ser transparentes y pueden colocarse en la esquina superior izquierda o superior derecha de la pantalla. El icono tiene un tamaño de al menos 1/20 de la pantalla, y tiene escritura negra sobre un círculo amarillo con un contorno blanco. Estos iconos se muestran durante 30 segundos cuando el programa se inicia, y se muestran de nuevo cada 10 minutos, y cuando el programa se reanuda después de las pausas comerciales. Esto no se aplica a los programas de 19, donde el icono debe ser visible en todo el programa. Estas normas no se aplican a la clasificación "Todos", ya que no tiene un icono. Al comienzo del programa se muestra una nota de exención de responsabilidad durante cinco segundos que explica: "Este programa está prohibido para niños menores de X años, por lo que se requiere el acompañamiento de los padres" (이 프로그램은 X세 미만의 어린이/청소년이 시청하기에 부적절하므로 보호자의 시청지도가 필요한 프로그램입니다, I peu-ro-geu-raem eun "X": se-mi-man ui eo rin-i/cheong-so nyeon-i si cheong hagi e bu-jeok jeol ha-meu robo hoja ui si cheong-ji doga pir-yo han peu-ro-geu-raem ipnida) para 7, 12 y 15. Las clasificaciones de "todos" y "19" tienen una cláusula de exención de responsabilidad diferente, que dice "Este programa es apto para todas las edades" (이 프로그램은 모든 연령의 시청할 수 있는 프로그램입니다) y "Este programa está prohibido para los niños menores de 19 años" (이 프로그램은 19세 미만의 청소년이 시청하기에 부적절한 프로그램입니다) respectivamente.
Estas clasificaciones son utilizadas por todas las emisoras de televisión de Corea del Sur. A pesar de que están destinados a ser vistos fuera del país, KBS World también utiliza estos ratings.
Los ratings de la televisión surcoreana no incluyen descriptores de contenido o avisos como lo hacen en otras naciones. Por lo tanto, los ratings se utilizan en un sentido más amplio.

### Croacia
En Croacia, las cadenas de televisión muestran el rating durante la emisión. Los canales Hrvatska Radiotelevizija (Radiotelevisión Croata), RTL Televizija, RTL 2, Nova TV y Doma TV muestran advertencias antes de una emisión no destinada a una audiencia general. Las emisiones destinadas a todos los públicos no tienen rating. Teniendo esto en cuenta, el sistema de clasificación es el siguiente:
- 12  - Contenido adecuado para niños de 12 años o más.
- 15  - Contenido adecuado para adolescentes de 15 años o más.
- 18  - Contenido adecuado para adultos de 18 años o más.

### Ecuador
Más información: es:Clasificación por edades (televisión)
El artículo 65 de la Ley de Comunicaciones del Ecuador presenta la siguiente clasificación:
- A: Apto para todo público (adecuado para todos los grupos de edad). Se puede transmitir en cualquier momento, especialmente en el "FAMILIAR" (FAMILIA), de 6:00 a 18:00.
- B: Apto para todo público, con vigilancia de una persona adulta (parapto para todos los grupos de edad, con supervisión de un adulto). Los menores de 12 años necesitan un adulto. Puede transmitirse en cualquier momento, especialmente en "RESPONSABILIDAD COMPARTIDA" ( RESPONSIBILIDAD SHARED), de 18:00 a 22:00; pero no durante FAMILIAR.
- C: Apto solo para personas adultas (sólo para adultos). Sólo se puede transmitir durante las horas de "ADULTOS" (ADULT), de 22:00 a 6:00.

La clasificación a la que pertenece a cada programa será organizada por el Consejo de Regulación y Desarrollo de la Información y Comunicación en función de los parámetros que se consideren relevantes.
- I: Informativos
- O: De opinión
- F: Formativos/educativos/culturales
- E: Entretenimiento
- D: Deportivos
- P: Publicitarios
- PNC: Publicidad no comercial
- T: Televentas

Estas clasificaciones, desde que entró en vigencia la Ley Orgánica de Comunicación, se muestran al principio de un programa, excepto la publicidad no comercial la cual que se debe identificar con las letras PNC durante todo el tiempo de su emisión.

### El Salvador
- A: Para todo público.
- B: Público para mayores de 12 años.
- C: Público para mayores de 15 años.
- D: Público para mayores de 18 años.
- E: Público para mayores de 21 años.

### España
| Iconos | Iconos  | Edad mínima      | Descripcion |
| Actual | Antiguo | Edad mínima      | Descripcion |
| ------ | ------- | ---------------- | --- |
|        |         | Todas las edades | Especialmente recomendado para la infancia. En agosto de 2021, Televisión Española recalificó todos sus contenidos ERI de Clan TVE a TP. |
|        |         | Todas las edades | Apto para todos los públicos. Se muestra durante todo el programa desde julio del año 2015. En Televisión Española solo se mostraba en los primeros segundos pero a partir de septiembre de 2015 aparece durante todo el programa.                       |
|        |         | +7 años          | No recomendado para menores de 7 años. |
|        |         | +10 años         | No recomendado para menores de 10 años (solamente en Televisió de Catalunya). no se usa en españa principalment, solamente en Cataluña. |
|        |         | +12 años         | No recomendado para menores de 12 años. |
|        |         | +13 años         | No recomendado para menores de 13 años (En 2010 se reemplaza con las calificaciones 12 y 16 respectivamente). Aunque cabe destacar que en Amazon Prime Video y en Cataluña sigue utilizándose en lugar de +12 (aunque Televisió de Catalunya usa ambos). |
|        |         | +16 años         | No recomendado para menores de 16 años. Desde julio de 2015 el símbolo pasa a ser naranja en territorio español excepto TV3. |
|        |         | +18 años         | No recomendado para menores de 18 años (permitido de 22:00h a 6:00h, excepto en las de pago, que es permitido todo el día). Suele ir acompañado de un efecto sonoro breve.                                                                               |

- En España está prohibida la emisión de contenidos X en la TDT.[ref 2]

### Estados Unidos
En la televisión, la clasificación de edades es un sistema propuesto por primera vez el 19 de diciembre de 1996 por el Congreso de los Estados Unidos y la Comisión Federal de Comunicaciones de EE. UU. (FCC), y que entró en vigor el 1 de enero de 1997 en la televisión estadounidense en respuesta de la preocupación anticipada. No obstante, otros países usan un sistema simplificado para mejorar su calificación regulada por el gobierno.
El nombre oficial es TV Parental Guidelines (traducido literalmente inglés como directriz paternal para la televisión) y clasifica el argumento de los programas televisivos teniendo en cuenta tres aspectos básicos: contenido sexual, violencia gráfica y lenguaje soez. La calificación resultante se visualiza luego por el V-chip que se aplica a todos los programas, excepto los de contenido abierto.
El sistema de clasificación es regulado usualmente en la mayoría de los países por la FCC.
Este sistema también es usado en Directv GO
| Símbolo | Significado |
| ------- | --- |
|         | Todos los niños: Este programa está diseñado para ser apropiado para todos los niños, incluidos los niños de 2 a 6 años. Diseñado para ser apropiado para niños de todas las edades. Los elementos temáticos retratados en los programas con esta calificación están diseñados específicamente para un público muy joven. |
|         | Dirigido a Niños mayores: Este programa está diseñado para niños de 7 años o más. Diseñado para niños mayores de 7 años. La FCC afirma que "puede ser más apropiado para los niños que han adquirido las habilidades de desarrollo necesarias para distinguir entre la maquillancia y la realidad". Los elementos temáticos retratados en los programas con esta calificación contienen una fosafia leve y violencia cómica. Programas TV-Y7-FV donde la violencia de fantasía puede ser más intensa o más combativa. Los programas dado al descriptor de contenido "FV" muestran más "violencia de fantasía" y generalmente son más intensos o combativos que otros programas calificados TV-Y7. |
|         | |
|         | La mayoría de los padres encontrarán este programa adecuado para todas las edades. Los programas suelen ser adecuados para todos los públicos, aunque no suelen contener contenido de interés para los niños. La FCC afirma que "esta calificación no significa un programa diseñado específicamente para niños, [y] la mayoría de los padres pueden dejar que los niños más pequeños vean este programa sin atención". Los elementos temáticos retratados en los programas con esta calificación contienen poca o ninguna violencia, lenguaje suave y poco o ningún diálogo o situaciones sexuales.                                                                                              |
|         | Orientación parental Sugerida: Este programa contiene material que los padres pueden encontrar inadecuado para los niños más pequeños.Los programas pueden contener algún material que los padres o tutores pueden encontrar inapropiado para los niños más pequeños. Los programas asignados a una calificación de TV-PG pueden incluir un lenguaje grueso infrecuente, algunos contenidos sexuales, algún diálogo sugerente o violencia moderada. |
|         | Este programa contiene material que la mayoría de los padres encontrarían inadecuado para niños menores de 14 años. Los programas contienen material que los padres o tutores adultos pueden encontrar inadecuado para los niños menores de 14 años. La FCC advierte que "se advierte a los padres que ejerzan algún cuidado en la vigilancia de este programa y se les advierte contra dejar que los niños menores de 14 años no estén atentos" Los programas con esta calificación contienen un diálogo intensamente sugerente, un lenguaje fuerte y grueso, situaciones sexuales intensas o violencia intensa.                                                                                 |
|         | ste programa está diseñado específicamente para ser visto por los adultos y, por lo tanto, puede no ser apto para niños menores de 17 años Contiene contenido que puede no ser adecuado para los niños. Esta calificación rara vez es utilizada por las cadenas de radiodifusión o las cadenas de televisión locales, aunque se aplica comúnmente a los programas de televisión que aparecen en ciertos canales por cable (redes básicas y de primera calidad) y en streaming para programas tanto convencionales como softcore. Los programas con esta calificación pueden incluir un lenguaje indecente crudo, actividad sexual explícita y violencia gráfica.                                  |

Abreviaciones especiales
Algunos elementos temáticos, según la FCC, "pueden requerir orientación parental y/o el programa pueden contener una o más de las siguientes" subrecciones, designadas con una letra alfabética:
- D Diálogo sugerente (no utilizado con programas de TV-MA)
- L . Lengua garrafal
- S. Contenido sexual
- V - Violencia
- FV - Violencia de fantasía (exclusiva a programas televisivos-Y7 -clasificados)

Hasta cuatro descriptores de contenido pueden aplicarse junto con una calificación aplicada, dependiendo del tipo de contenido sugestivo que aparece en un programa (con la excepción de la subrografía "FV", debido a su uso exclusivo aplicable a los programas infantiles). A medida que la calificación aumenta con la edad, el contenido importa generalmente se vuelve más intensivo. El descriptor de "diálogo sugestivo" se utiliza únicamente para programas con calificación TV-PG y TV-14, aunque ciertas cadenas pueden optar por calificar sus programas de TV-MA con el descriptor, mientras que las subvaloraciones DLSV sólo se utilizan con las calificaciones de TV-PG y TV-14.
Se aplica un descriptor de contenido adicional, "E/I ", para seleccionar programas de TV-Y, TV-Y7 y TV-G que están diseñados para satisfacer las necesidades educativas e informativas de los niños de 16 años o menos. Un mínimo de tres horas de programación compatible con E/I debe ser transmitido por semana por cada cadena de televisión; la programación E/I debe transmitirse entre las 6:00 a.m. y las 10:00 p.m. para contar hacia este mínimo.

#### Calificaciones de asesoramiento de contenido (cable premium y pago por visión)
Artículo principal: Sistema de asesoramiento en contenidos de televisión de pago de los Estados Unidos
La industria estadounidense de la televisión de pago utiliza un sistema de asesoramiento de contenidos separado y no relacionado utilizado en conjunto con las Directrices Parentales de TV y el sistema de calificación de la Asociación de Películas, que entró en vigor por primera vez el 1 de marzo de 1994, en los canales premium de emisión por cable participantes y los servicios de pago por visión (dirigidos por los servicios chárter del sistema, HBO, Cinemax, Showtime y The Movie Channel). Inspirado en directrices de contenido similares que ya se habían incluido en las guías mensuales del programa de servicios, el sistema de participación voluntaria proporciona orientación a los suscriptores de pago sobre la idoneidad de un programa para ciertos públicos basado en su contenido. El material temático se calcula con base en un sistema de diez códigos, designado con una abreviatura de dos o tres letras y el descriptor correspondiente:
- AC - Contenido para adultos
- AL . Adult Language (Lenguaje Adulto)
- GL – Graphic Language (Lenguaje Grafico) (Exclusivo para programas con clasificación R/TV-MA)
- MV – Mild Violence (Violencia leve)
- V – Violence (Violencia)
- GV – Graphic Violence (Violencia grafica)
- BN – Brief Nudity (Desundez breve)
- N – Nudity (Desnudez)
- SSC – Strong Sexual Content (Fuerte Contenido sexual) (Exclusivo para programas con clasificación R/TV-MA)
- RP – Rape (Violación) (Exclusivo para programas con clasificación R/TV-MA)

Se pueden aplicar hasta cinco descriptores de contenido, junto con la clasificación correspondiente, a un programa individual para advertir a los espectadores sobre contenido que puede ser inapropiado para menores, según el grupo de edad, o para adultos con sensibilidades particulares a ciertos tipos de contenido para adultos.

### Guatemala
- A: Apto para todos los públicos.
- B: Se requiere la orientación de una persona adulta.
- C: Es apto para personas maduras.[ref 3]

### Filipinas
En Filipinas, la Junta de Revisión y Clasificación de Cine y Televisión, comúnmente conocida como MTRCB, implementa y regula los sistemas locales de clasificación de contenidos televisivos. En 1979,[cita requerida] solo había implementado dos clasificaciones de televisión: "Audiencia general" (GV) luego renombrada (Patrocinio general/GP) en 1995 y "Orientación parental" (PG), a mediados de la década de 1990 y hasta ahora, algunos avisos simplemente están escritos en el lado superior izquierdo o en el lado inferior derecho de la pantalla del televisor.
El 6 de octubre de 2011, con el fin de alentar a los padres a supervisar y ser responsables con sus hijos al ver la televisión, la MTRCB renovó su sistema de clasificación, implementando un sistema de tres niveles:
| Pictograma | Clasificación | Nombre en Ingles         | Nombre enFilipino           | Description |
| ---------- | ------------- | ------------------------ | --------------------------- | --- |
|            | G             | General Patronage        | General Patronage           | Apto para todos los públicos. |
|            | PG            | Parental Guidance        | Patnubay at Gabay           | Puede contener escenas u otro contenido que no sea adecuado para niños sin la supervisión de un padre.                                                                                      |
|            | SPG           | Strong Parental Guidance | Striktong Patnubay at Gabay | Contiene temas para adultos o violencia de moderada a intensa, por lo que puede considerarse que no es adecuado para que los niños lo vean sin una supervisión parental fuerte y vigilante. |

TEl nuevo sistema de clasificación es similar al anterior, pero tanto la imagen como las propias clasificaciones se renovaron por completo. Todas estas se implementaron únicamente en las cadenas de televisión abierta. El nuevo sistema consiste en un aviso a pantalla completa sobre la clasificación del programa, que se reproduce antes de cada emisión, independientemente de su clasificación, excepto en el caso de programas con clasificación SPG, en cuyo caso la clasificación debe emitirse dos veces (antes del inicio del programa y después de cada pausa publicitaria, por ejemplo, en la parte central del programa). El logotipo de clasificación aparece entonces en la parte inferior derecha de la pantalla durante un programa si este se clasificó como tal. En ocasiones, cuando se deben colocar anotaciones y este reemplaza al logotipo, debe colocarse en la parte superior izquierda de la pantalla, frente al logotipo de la cadena de televisión.
El 9 de febrero de 2012 se implementó la calificación SPG, que utiliza al menos uno de los siguientes descriptores de contenido:
- T por tema (temas);
- L por lengguwahe (lenguaje);
- K por karahasan (violencia); {VTambién se utiliza para programas en inglés o en un idioma extranjero}
- S por sekswal (sexo);
- H por horror; and
- D por droga (drogas);

La clasificación SPG se transmitió por primera vez en la película Cinco, que se emitió en ABS-CBN, donde tenía su antiguo aviso.

### Francia
Un sistema de clasificación de contenidos en Francia está regulado por la Conseil supérieur de l'audiovisuel (CSA). Cada ícono de clasificación es translúcido y, a partir de diciembre de 2012, se muestra durante toda la duración del programa.
Las clasificaciones por edades que se usan son:
- Si no aparece ninguna clasificación, lo más probable es que sea apropiado para todas las edades.
- Déconseillé aux moins de 10 ans (Español: No recomendado para niños menores de 10 años) – no permitido en los bloques de televisión infantil;
- Déconseillé aux moins de 12 ans (Español: No recomendado para niños menores de 12 años) – no se permite emitir antes de las 22:00 horas (algunos canales y programas están sujetos a excepción);
- Déconseillé aux moins de 16 ans (Español: No recomendado para menores de 16 años) – no se permite emitir antes de las 22:30 horas (algunos canales y programas están sujetos a excepción);
- Déconseillé aux moins de 18 ans (Español: No recomendado para menores de 18 años) – Permitido sólo entre medianoche y las 5 a.m.

Inicialmente, no existía un sistema de clasificación para la televisión francesa. En marzo de 1961, tras la emisión de una película donde se veía brevemente un desnudo femenino, se introdujo el "cuadrado blanco". Un cuadrado blanco, sustituido por un rectángulo blanco en 1964, se mostraba en la esquina de la pantalla. Una voz en off advertía al comienzo del programa que no era apto para todos los públicos. Este sistema se mantuvo hasta 1996, cuando el Consejo Superior del Audiovisual lo sustituyó por un sistema de cinco pictogramas que indicaban la idoneidad del programa. Este sistema fue sustituido por el actual el 18 de noviembre de 2002.

### Grecia
Inicialmente el sistema fue adoptado en el año 2000, fue discontinuado en 2019.
- Todas las edades, muchas veces es aplicado desde las 14:00 hasta las 19:00
- Bajo supervisión paternal, es aplicado desde las 17:00 o las 17:30 hasta las 19:30
- Bajo la supervisión nocturna de un familiar. Esto es aplicado desde las 19:00 hasta las 06:00
- Mayores de 15 años. Esto es aplicado desde las 19:00 hasta las 09:00
- Mayores de 18 años, a partir de la media-noche hasta las 06:00.

A partir del 30 de septiembre de 2019 se modifica el sistema de clasificación así:
- K – apto para todas las edades
- 8 –  apto para mayores de 8 años (permitido solo 30 minutos después de la zona para niños)
- 12 –  apto para mayores de 12 años (permitido sólo entre las 21:30 y las 06:00, o entre las 22:00 y las 06:00 los viernes, sábados y vacaciones escolares)
- 16 –  apto para mayores de 16 años (permitido sólo entre las 23:00 y las 06:00)
- 18 – apto para mayores de 18 años (permitido solo entre la 01:00 y las 06:00)

Además, los programas aptos para mayores de 12 años estarán acompañados de un marcador denominativo especial que identificará su contenido, el cual se divide en las siguientes cuatro categorías:
- ΒΙΑ (VIOLENCIA): El programa contiene escenas de violencia.
- ΣΕΞ (SEXO): El programa contiene escenas de sexo.
- ΧΡΗΣΗ ΟΥΣΙΩΝ (USO DE SUSTANCIAS): El programa contiene escenas de uso de drogas y otras adictivas sustancias.
- ΑΚΑΤΑΛΛΗΛΗ ΦΡΑΣΕΟΛΟΓΙΑ (LENGUAJE INAPROPIADO): El programa contiene lenguaje inapropiado.

### Hong Kong
El sistema de clasificación de televisión de Hong Kong es desde entonces por código genérico de programas de televisión estándar de la Ordenanza de Radiodifusión (Cap.562) el 11 de diciembre de 1995. Las clasificaciones actuales son:
- G (Público en general)
- PG (se recomienda la guía de los padres de 12 años) - los programas no son adecuados para niños, se recomienda la guía de los padres; los programas clasificados como 'PG' no deben ser emitidos entre las 4:00 p.m. y las 8:30 p.m. todos los días, ya que es un momento decisivo para la visualización familiar.
- M (los programas se recomiendan para los espectadores adultos) mayores de 18 años, solo se permite su emisión entre las 11:30 p.m. y las 6:00 a. m.[42]

### India
- U : exposición pública sin restricciones.
- U/A : exposición pública sin restricciones, pero con una advertencia con respecto a la orientación de los padres, tutores o familiares para los menores de 12 años de edad.
- A : exposición pública restringida a adultos de 18 años de edad y mayores.
- S : exposición pública restringida a los miembros de cualquier profesión o cualquier clase de personas (por ejemplo, médicos, doctores, etc.).

### Indonesia
- P Pra-sekolah: conveniente para los niños entre las edades de 2 a 11 años
- A Anak: adecuado para los niños, las niñas y los adolescentes entre las edades de 7 a 16 años
- A-BO Anak: bimbingan orang tua: adecuado para niños de 5 a 10 años, y de 7 a 16 años, con la orientación de los padres o el permiso
- SU Semua umur: apto para todos los públicos
- BO Bimbingan orang tua: aconseja la supervisión paterna para niños de 5 años y menores
- R Remaja: adecuado para los adolescentes entre las edades de 13 a 17 años
- R-BO Remaja bimbingan orang tua: adecuado para los adolescentes, y con orientación de los padres o el permiso
- D Dewasa: recomendada para espectadores mayores de 18 años y más

### Irlanda
- GA Lucht féachana ginearálta: Adecuado para todas las edades.
- Ch Páistí: Para niños de 5 a 11 años, pueden contener violencia cómica o de acción y/o fantasía violencia.
- YA Ógra: Para público adolescente, puede contener elementos temáticos que atraen a los adolescentes.
- PS Treoir tuismitheora: Adecuado para usuarios más maduros, los temas más maduros pueden estar presentes.
- MA Lucht féachana lánfhásta amháin: Más la clasificación restrictiva, teniendo en cuenta la materia pesada y/o lenguaje grosero.

### Israel
En 2010, el sistema ha sido revisado. Las especificaciones de intensidad son los siguientes:
- G  Público en general; Cualquier persona, independientemente de la edad, se puede ver el programa, por lo general noticias y programación infantil.
- 12+   Apto para adolescentes y niños mayores de 12 años, ningún niño menor de 12 años se les permite ver el programa (a no ser de que vayan acompañados de un adulto).
- 17+   Adecuado para los adolescentes de 17 años y más, ningún niño/joven menor de 16 años podrá visualizar el programa (a no ser de que vayan acompañados de un adulto).
- 18+  Adecuado solo para adultos, con menores pueden o no ver el programa.
- E   Exenta de la clasificación (esta clasificación se aplica generalmente a las transmisiones en vivo).

### Malasia
- U: Apto para todos los públicos
- P12: Apto para mayores de 12 años
- 13: Apto para mayores de 13 años
- 15: Apto para mayores de 15 años
- 18: Apto para mayores de 18 años

### Marruecos
El sistema de clasificación de programas de televisión en Marruecos lo establece la HACA. Existen cuatro categorías. Antes de la emisión del programa, una voz en off advirtió al inicio que no era apto para todos los públicos.
| Categoría | Símbolo     | Nombre                                 | Restricción de transmisión                                                                                              |
| --------- | ----------- | -------------------------------------- | --- |
| 1         | Sin símbolo | Todas las audiencias                   | Sin restricciones |
| 2         |             | No recomendado para menores de 10 años | Prohibida su emisión de 12:00 a 14:00 y de 17 a 19 horas de lunes a viernes, hasta las 14 horas los sábados y domingos. |
| 3         |             | No recomendado para menores de 12 años | Prohibida su emisión de 12:00 a 14:00 y de 17 a 19 horas de lunes a viernes, hasta las 14 horas los sábados y domingos. |
| 4         |             | No recomendado para menores de 16 años | No se emitirá diariamente antes de las 22:30                                                                            |

### México
El sistema de clasificación de los programas de televisión en México se califica por la Dirección General de Radio, Televisión y Cinematografía, y consta de las siguientes clases:
- AA – dirigido a niños (se puede transmitir en cualquier momento);
- A – para personas de todas las edades (se puede transmitir en cualquier momento);
- B –  para personas mayores de 12 años (permitido sólo entre las 16:00 y las 05:59);
- B-15 – para personas mayores de 15 años (permitido sólo entre las 19:00 y las 05:59);
- C – para adultos (es decir, personas mayores de 18 años) (permitido sólo entre las 21:00 y las 05:59);
- D – exclusivamente para adultos (permitido sólo entre las 00:00 y las 05:00);[45]

### Noruega
En Noruega, las emisoras de televisión están obligadas a clasificar sus programas en las siguientes categorías de edad: A (todas las edades), 6 años, 9 años, 12 años, 15 años o 18 años. La clasificación debe basarse en las directrices de la Autoridad Noruega de Medios de Comunicación. Los programas de las diferentes categorías de edad deben emitirse según el siguiente horario diurno:
- A, 6, 9 – permitido en todo momento
- 12 – Sólo permitido durante el período de 19.00 a 05.30
- 15, 18 – Sólo permitido durante el período de 21.00 a 05.30

Las emisoras de televisión deberán especificar el límite de edad acústicamente antes del inicio del programa o indicarlo claramente durante toda su duración. También deberán especificarlo en la parrilla de programación y en las guías electrónicas de programación. El contenido que se considere gravemente perjudicial para menores está totalmente prohibido.

### Nueva Zelanda
El 1 de mayo de 2020, Nueva Zelanda realineó su sistema de clasificación de contenidos televisivos a un sistema común para la televisión en abierto, la televisión por suscripción y los servicios a la carta:
- G: Apto para todo público (esto no cambió con respecto al sistema de clasificación anterior).
- PG: Apto para adolescentes y adultos (anteriormente conocida como PGR, Se recomienda la orientación de los padres).
- M: Apto para público maduro a partir de 16 años.
- 16: Personas menores de 16 años no deben verlo.
- 18: Personas menores de 18 años no deben verlo.

Las tres últimas clasificaciones reemplazaron la antigua clasificación AO (Solo para adultos).
En la televisión en abierto, los programas clasificados M pueden transmitirse entre las 09:00 y las 15:00 horas de lunes a viernes (solo durante el período escolar, según lo designado por el Ministerio de Educación) y desde las 19:30 hasta las 05:00 horas todos los días. Los programas clasificados 16 sólo podrán emitirse después de las 20:30 horas, mientras que los programas clasificados 18 sólo podrán emitirse después de las 21:30 horas.
En la televisión de pago, donde no está disponible el filtrado de contenidos, los programas clasificados 18 sólo pueden emitirse entre las 20.00 y las 6.00 horas diariamente y entre las 09:00 y las 15:00 horas entre semana (solo en horario escolar). Si el filtrado de contenidos está disponible, los programas clasificados 18 podrán emitirse en cualquier momento. Los programas de sexo explícito para adultos clasificados 18 pueden proyectarse únicamente en canales premium.
Se pueden agregar los siguientes códigos descriptores (avisos para la audiencia) para programas clasificados PG o superior:
- C: El contenido puede ofender
- L: El lenguaje puede ofender
- V: Contiene violencia
- S: El contenido sexual puede ofender

### Polonia
Antes del 2000, Polonia No contaban con un sistema de clasificación uniforme para los programas de televisión. Sin embargo, algunas emisoras aplicaban sus propios sistemas.TVP mostró una tarjeta con el texto "Sólo para adultos" o "Película sólo para público adulto". Canal+ utilizaron sus set-top box Colores clave (verde, amarillo, rojo) para indicar "Audiencia general", "Más probable en adultos" y "Para adultos". Hasta el 27 de febrero de 2000, TVN Películas para adultos marcadas con un círculo rojo pulsante. El 1 de marzo de 2000 se firmó el acuerdo "Friendly Media" con la KRRiTy se llegó a un acuerdo con las emisoras para introducir un sistema uniforme de clasificación. Ocho emisoras de televisión – TVP, Polsat, TVN, Nasza TV, Canal+, Wizja TV, Polish Cable Television and TV Niepokalanów – había firmado el acuerdo.
El actual sistema de clasificación de la televisión polaca se introdujo el 15 de agosto de 2005 y consta de cinco iconos que deben emitirse durante toda la duración del programa. El 28 de agosto de 2011, su apariencia cambió a la siguiente:
| Símbolo | Nombre                        | Restricción de transmisión | Posibles contenidos |
| ------- | ----------------------------- | -------------------------- | --- |
|         | No age limit                  | Ninguno                    | Visión positiva o neutral del mundo, poca o ninguna violencia, amor no sexual y sin contenido sexual. |
|         | For minors from age 7         | Ninguno                    | Como se mencionó anteriormente; también puede contener lenguaje suave, violencia fría y una visión más negativa del mundo. |
|         | For minors from age 12        | Ninguno                    | Puede contener lenguaje grosero, violencia y contenido sexual. |
|         | For minors from age 16        | Solo 8 PM–6 AM             | Conducta social desviada, mundo lleno de violencia y sexualidad, imagen simplificada de la edad adulta, exhibición de fuerza física, especialmente en contextos sociales controversiales (contra o por parte de padres, maestros, etc.), comportamiento inmoral sin dilema ético, culpar a la víctima, concentración excesiva en las posesiones materiales. |
|         | Permitted from age of 18 only | Solo 11 PM–6 AM            | Exhibición unilateral de las alegrías de la vida adulta sin mostrar responsabilidades (por ejemplo, el trabajo), justificación social del comportamiento violento, vulgaridad excesiva, uso de insultos raciales y estereotipos sociales, contenido sexual explícito, elogio de la agresión o la vulgaridad; el acceso a estos programas está bloqueado por una contraseña personal. Desde mayo de 2022, esta categoría se divide en cuatro subcategorías: P – Przemoc (Violencia), N – Narkotyki (Drogas), S – Seks (Sexo) y W – Wulgaryzm (Vulgaridad). |

### Panamá
- A:  Dirigida a niños "Todo Publico".
- B:  Podrá verse bajo presencia y orientación de una persona adulta
- C:  Para personas de audiencia adulta
- D:  :Exclusivamente para adultos.

### Paraguay
- PG  (Público General) Este programa es apto para todo público
- m-9 (Mayores de 9) Este programa es apto para mayores de 9 años
- m-13 (Mayores de 13) Este programa es apto para mayores de 13 años
- m-16 (Mayores de 16) Este programa es apto para mayores de 16 años
- m-18 (Mayores de 18) Este programa es apto para mayores de 18 años 🛑

### Países bajos
El sistema de clasificación de televisión en los Países Bajos fue creado en 2001 por el Instituto Neerlandés para la Clasificación de los Medios Audiovisuales (NICAM) y se conoce como Kijkwijzer (Guía de Visualización o WatchWiser). Los mismos sistemas de clasificación se utilizan tanto para programas de televisión como para películas, y sirven en parte como directrices (los programas con clasificación para menores de 12, 14 y 16 años solo pueden emitirse a partir de las 20:00 h, y los de la clasificación para menores de 18 años, a partir de la medianoche. Los cines y teatros del país no pueden ofrecer películas con clasificación para menores de 16 años a menores de 16 años). Son iguales a las clasificaciones de películas holandesas.
Se aplican las siguientes clasificaciones por edad:
- AL – Todas las edades (Alle leeftijden)
- 6 – Cuidado con niños menores de 6 años (Let op met kinderen tot 6 jaar)
- 9 – Cuidado con niños menores de 9 años (Let op met kinderen tot 9 jaar)
- 12 – Cuidado con niños menores de 12 años (Let op met kinderen tot 12 jaar)
- 14 – Cuidado con niños menores de 14 años (Let op met kinderen tot 14 jaar)
- 16 – Cuidado con niños menores de 16 años (Let op met kinderen tot 16 jaar)
- 18 – Cuidado con niños menores de 18 años (Let op met kinderen tot 18 jaar)

También se utilizan seis iconos descriptores:
- Violencia (Geweld)
- Miedo (Angst)
- Sexo (Seks)
- Discriminacion (Discriminatie)
- Abuso de drogas y/o alcohol (Drugs- en/of alcoholmisbruik)
- Lenguaje grosero (Grof taalgebruik)

### Perú
Este sistema fue simplificado por el gobierno peruano en el año 2002, la mayoría de los canales VHF (a excepción del 11 y 13) lo usaron, pero en 2005 América Televisión creó su propio sistema de clasificación, Panamericana Televisión lo dejó de usar por el cambio de administración, TV Perú lo dejó en 2009 por el mismo motivo y Latina creó su propio sistema a base de este en 2013.
Actualmente, Los únicos canales que todavía usan son los del Grupo ATV: ATV (desde 2002), GlobalTV/NexTV (2006-2018) y La Tele (desde 2009).

#### ATV,GlobalyLa Tele
- (para todas las edades ).
- (Para mayores de 14 años con supervisión adulta a partir de las 10:00, hoy en día, solo mayores)
- (Para mayores de 18 años a partir de las 23:00)

#### América Televisión
América Televisión clasificaba sus programas con el sistema simplificado por el Gobierno peruano desde 2002 hasta 2004, ya que la programación era más variada y el canal aún emitía publicidad. En el 2004, debido a un cambio de administración, la programación se volvió más cultural y el canal dejó la transmisión de publicidad, por lo el sistema de clasificación estatal cayo en desuso. A partir del 2005, con el cambio a la programación generalista junto con el regreso a la publicidad, el canal usa un nuevo sistema de clasificación propio: nota: estas clasificaciones después de los comerciales se muestra diciendo una advertencia que dice cómo se clasifica Este programa,al inicio del programa se muestra en arriba la clasificación del televisor
- Público en general, cualquier horario
- Público en general, pero con guía paterna a partir de las 12:00. Las telenovelas y series del barrio Producciones, protv originales, programa de entretenimiento, telenovelas mexicanas, etc, hasta algunas películas de fines de semana como y donde están las rubias, como si fuera la primera vez, el mundo perdido de Jurassic park, mi vecino es un espia, etc
- Apto para mayores de 14 años con supervisión adulta a partir de las 23:30. también hay películas que tienen esta clasificación que se emiten en el bloque de películas butaca América que se emite los fines de semana a las 15:30 o 16:40 de la tarde como películas que tienen esta clasificación como : venom, en el tornado, Annabelle, Jurassic World, el conjuro, la momia, rascacielos: rescate de las alturas, la saga de Rápidos y furiosos, etc.
- Apto solo para mayores de 18 años. Esta es la Calificación que casi nunca sale.

#### Latina
Latina (anteriormente conocida como Frecuencia Latina) clasificaba sus programas con el sistema simplificado por el Gobierno peruano desde 2002 hasta 2013, ya que la programación era más variada y el canal aún emitía publicidad. En el 2013, debido a un cambio de administración, la programación se volvió más cultural y el canal dejó la transmisión de publicidad, por lo el sistema de clasificación estatal cayo en desuso. A partir del 2013, con el cambio a la programación generalista junto con el regreso a la publicidad, el canal usa un nuevo sistema de clasificación propio:
- APT - Apto para todo público.
- +14 - Apto para mayores de 14 años con supervisión adulta. Hoy en día, los menores no ven este tipo de programación.
- INFO - Aplica para noticiarios y programas de periodismo. Apto para mayores de 14 años con supervisión adulta[re 1]
- +18 - Apto solo para mayores de 18 años.

1. ↑  Actualmente cayo en desuso, por lo que la clasificación de 14+ lo reemplaza.

#### Panamericana Televisión[nota 1]
Panamericana Televisión clasificaba sus programas con el sistema simplificado por el Gobierno peruano desde 2002 hasta 2009, ya que la programación era más variada y el canal aún emitía publicidad. En el 2009, debido a un cambio de administración, la programación se volvió más cultural y el canal dejó la transmisión de publicidad, por lo el sistema de clasificación estatal cayo en desuso. A partir del 2010, con el cambio a la programación generalista junto con el regreso a la publicidad, el canal usa un nuevo sistema de clasificación propio:
- +14 - Este programa es apto solo para mayores de 14 años
- +18 - Este programa es apto solo para adultos

1. ↑  La mayoría de los programas de este canal no llevan las clasificaciones y algunos de estos programas son aptos para todo público.

#### TV Perú y canal ipe
TV Perú (anteriormente conocida como TNP) clasificaba sus programas con el sistema simplificado por el Gobierno peruano desde 2002 hasta 2009, ya que la programación era más variada y el canal aún emitía publicidad. En el 2009, debido a un cambio de administración, la programación se volvió más cultural y el canal dejó la transmisión de publicidad, por lo el sistema de clasificación estatal cayo en desuso. A partir del 2015, con el cambio a la programación generalista junto con el regreso a la publicidad, el canal usa un nuevo sistema de clasificación propio:
- NIÑOS: especialmente dedicado al espectador infantil (bloque ChicosIPe y Aprendo en casa (programa de televisión)) (en desuso).
- APT: apto para todo público.
- GP: con guía paterna.
- 14: apto para mayores de 14 años.
- 18: apto para mayores de 18 años (en desuso).

Este sistema lo establecieron las cadenas RTP, SIC y TVI.
- Todos: adecuado para todas las edades
- 10, Aconselhamento Parental: tal vez no sea adecuada para niños menores de 10 años, la orientación de los padres aconsejado
- 12, Aconselhamento Parental: tal vez no sea adecuada para niños menores de 12 años, la orientación de los padres aconsejado
- 16: puede no ser adecuada para niños/jóvenes menores de 16 años de edad (Prohibido para menores de 16 años)

Sin embargo, la mayoría de los canales de cable en Portugal utilizan el sistema de clasificación español, entre ellos:        

### Reino Unido
Este sistema lo establecieron las cadenas BBC, ITV y Channel 4.
- Freeview: Programa apropiado para todas las edades.
- Universal: Programa apropiado para todas las edades, principalmente por niños de 7 años en adelante.
- Guideline: Requiere la supervisión de un adulto, visto principalmente por adolescentes mayores de 14 años.
- Violence: Programa apropiado para adultos mayores de 18 años, puede contener violencia gráfica.[ref 5]

### Taiwan

Sistemas de calificación taiwaneses

El sistema de clasificación taiwanés para programas de televisión se introdujo el 1 de enero de 1999, pero se modificó el 13 de junio de 2017 y hay cinco símbolos:
- 0+ 普遍級 (Tarifa general): adecuado para ser visto por el público en general.
- 6+ 保護級 (Tarifa protegida): no es adecuado para que lo vean niños menores de seis años, sin la compañía de un adulto.
- 12+ 輔12級 (Tarifa nocturna): no es adecuado para que lo vean niños menores de doce años, sin la compañía de un adulto.
- 15+ 輔15級 (Tarifa estricta): no es adecuado para que lo vean personas menores de quince años, sin la compañía de un adulto.
- 18+ 限制級 (Tarifa restringida): no es adecuado para que lo vean personas menores de dieciocho años.

### República Dominicana
- A: toda la familia o todo público
- B: para mayores de 14 años.
- C: para mayores de 16 años.
- D: para mayores de 18 años.

### Tailandia
En Tailandia, se introdujo un sistema de clasificación de televisión en 2006 junto con una clasificación de películas para películas. En septiembre de 2013, la calificación de la televisión fue revisada.
Bajo la nueva guía, los llamados 'canales de televisión terrestre' tienen que etiquetar sus programas y reprogramar sus programas para cumplir con las siguientes categorías:
- Preescolar (ป): contenido adecuado para niños en edad preescolar
- Niños (ด): contenido adecuado para niños de 6 a 12 años
- General (ท) - contenido adecuado para el público en general
- PG 13 (๑๓): contenido adecuado para personas de 13 años o más, pero puede ser observado por aquellos que tienen menos de la edad recomendada si se proporciona orientación de los padres. Bajo esta categoría, el contenido se puede mostrar en la televisión entre las 8:30 de la noche y las 5:00 de la mañana.
- PG 18 (๑๘): contenido adecuado para personas mayores de 18 años; Los menores de 18 años deben recibir orientación de los padres. Los programas se pueden ver en la televisión desde las 10:00 de la noche hasta las 5:00 de la mañana.
- Adultos (ฉ): contenido inadecuado para niños y jóvenes, y se puede ver en la televisión solo desde las 12:00 de la medianoche hasta las 5:00 de la mañana.[ref 6]

### Turquía
El sistema de clasificación de contenido de TV en Turquía fue introducido por RTÜK en 2006. Las calificaciones son las siguientes:
| Símbolo | Abreviación    | Nombre                        | Descripción |
| ------- | -------------- | ----------------------------- | --- |
|         | Genel İzleyici | Audiencia general.            | Apto para todas las edades. Mostrado (símbolo de familia) al comienzo del programa / película y después de cada pausa comercial.                                            |
|         | 7+             | Apto para mayores de 7 años.  | Se muestra al comienzo del programa / película y después de cada pausa comercial.                                                                                           |
|         | 13+            | Apto para mayores de 13 años. | Se muestra durante toda la duración del programa / película (puede ser translúcido). Solo se puede transmitir desde las 9:30 de la noche hasta las 5:00 de la mañana.       |
|         | 18+            | Apto para mayores de 18 años. | Se muestra durante toda la duración del programa / película (puede ser translúcido). Solo se podrá transmitir desde las 12:00 de la medianoche hasta las 5:00 de la mañana. |

- Şiddet ve/veya Korku – Violencia y/o horror.
- Cinsellik – Sexualidad.
- Olumsuz Örnek Oluşturabilecek Davranışlar – Ejemplos negativos.

Los programas de noticias, competiciones deportivas, ceremonias religiosas y transmisiones de comunicación comercial están exentos del sistema de clasificación de contenido.

### Uruguay
Instituto Nacional Del Menor (Decreto 445/88)
- DN (dedicado para niños)

- TP (apto para todo público)

- PG-13 (se sugiere compañía de adultos para menores de 13 años)
- PG-18 (se sugiere compañía de adultos para menores de 18 años)
- PA (para adultos)
- 22:00hs: finaliza el horario de protección al menor (placa o presentación).

### Venezuela
En Venezuela la clasificación por edades está regida por la Ley RESORTE. El horario televisivo se divide en tres, más un cuarto sin horario específico:
- NNA: Infantil - es aquel que está conformado por programas destinados especialmente para niños y niñas de temprana edad.
- TU: Todo Usuario - es aquel durante el cual solo se podrá difundir mensajes que puedan ser recibidos por todos los usuarios y usuarias, incluidos niños, niñas y adolescentes sin supervisión de un responsable. (7AM a 7PM)
- SU: Supervisado - es aquel durante el cual se podrá difundir mensajes que, de ser recibidos por niños, niñas y adolescentes, requieran de la supervisión de un responsable. (7PM a 11PM) (5AM a 7AM)
- 12+:: Mayores de 12 años y Sin Supervisión- Los niños niñas y adolescentes no pueden ser presenciados sin la supervisión y es solo para mayores de 12 años.
- A: Adulto - es aquel durante el cual se podrá difundir mensajes que están dirigidos exclusivamente para individuos mayores de dieciocho años de edad, los cuales no deberían ser recibidos por niños, niñas o adolescentes. (11PM a 5AM). En este caso, una notificación o contraseña.

Tipos de programa:
- Cultural y Educativo
- Informativo
- Opinión
- Recreativo
- Deportivo
- Mixto

Los canales en Venezuela deben transmitir una pequeña presentación antes de la transmisión del programa, hecha por el mismo canal, donde se incluya el tipo de programa (Recreativo, informativo, mixto, etc), tipo de producción (nacional o nacional independiente), elementos que contiene (Lenguaje, salud, sexo y/o violencia) y por último la clasificación del programa (Todo usuario, supervisado, 12 años o adulto).

## Clasificación por edad casero

### Streaming
En las plataformas de streaming cuentan con un sistema de clasificación diferente con las edades en cada serie de televisión distribuida en streaming, de edades 0, 7 y 10 son para audiencia infantil y familiar, de edad 13 son para audiencia juvenil y de edades 16 y 18 son para audiencias maduras.
- 0+ o All (Todos en español): Apto para todo público o menos.
- 7+: Apto para edades de 7 años o más, la supervisión de adultos es opcional.
- 10+: Apto para edades de 10 años o más, la supervisión de adultos es opcional.
- 13+: Apto para edades de 13 años o más, series con esta clasificación contiene temáticas interesantes y fantasiosas, la supervisión de adultos es requerida.
- 16+: Apto para edades de 16 años o más, series con esta clasificación son para audiencia madura, ya que contiene escenas explícitas, queda estrictamente prohibido que los niños vean este contenido de esta clasificación.
- 18+: Apto para edades de 18 años o más, series con esta clasificación son para audiencia más madura, a diferencia de la edad 16, esta contiene escenas más explícitas, queda estrictamente prohibido que los niños vean este contenido de esta clasificación.

### Televisión
En la televisión, en los programas se trata de advertir a la audiencia sobre su clasificación durante la transmisión de programas en la televisión
- 0+ o Todos: Apto para todo público o menos.
- 12+: Es apta para adolescentes mayores de 12 años, contiene escenas de violencia, desnudez y miedo bajo, se requiere supervisión de adultos en niños.
- 15+: Es apta para mayores de 15 años, contiene escenas de violencia moderada, desnudez parcial y miedo, se requiere supervisión de adultos en niños.
- 18+: Es apta para adultos o mayores de 18 años, contiene escenas explícitas como violencia y desnudez gráfica, miedo, actividad sexual explícita, lenguaje vulgar fuerte u obsceno y diálogos intensos, presencia y consumo de drogas tóxicas y estupefacientes sin que haga apología de los vicios, temas sensibles, sangre y escenas de apuestas y juegos de azar intensa, los menores no pueden ver esta clasificación.